# Coma Pedrosa
Coma Pedrosa (pronunție în catalană [ˈkomə pəˈðɾozə]) este un munte din lanțul montan Pirinei situat în apropierea satului Arinsal, La Massana. Având o înălțime de 2.943 m, vârful muntelui, denumit Pic de Coma Pedrosa, reprezintă punctul de maximă altitudine din Andorra:247. 
Partea de vest a Principatului Andorra, inclusiv zona muntelui Coma Pedrosa, face parte din Parcul Natural Comunal al văilor din Coma Pedrosa (în catalană Parc Natural Comunal de les valls del Comapedrosa).

## Toponimie
Com, coma sunt toponime foarte frecvente în Andorra, putând avea semnificații diferite. Com („jgheab”) și forma derivată coma (care sugerează o dimensiune sau o deschidere mai mare), comella (diminutiv al coma), comelletes și comellassos (diminutiv și argumentativ) corespund mai multor situații:69. 
Coma, cu sensul de „vale”, provine din termenul în limba latină cumba care a fost preluat și în alte limbi: combe în franceză, comba, coumbo în occitană, coume în limba gasconă, cumb în engleză și cumbos în irlandeză și bretonă:1. În acest caz, termenul andorrez coma are sensul de „vale glaciară care servește vara ca pășune”:69. Coma Pedrosa este într-adevăr o vale glaciară situată în apropierea satului Arinsal din Andorra.
Pedrosa provine din termenul în latină pedra care înseamnă „piatră”:69, prin urmare desemnează o zonă stâncoasă:146. Coma Pedrosa este așadar „valea stâncoasă (de lângă Arinsal)”.

## Geografie
Coma Pedrosa este un munte de formă piramidală:60 situat în nord-vestul Andorrei, la granița cu Franța și Spania, reprezentând în trecut o barieră naturală împotriva unor eventuale invazii. Terenul muntos al Andorrei, o țară fără ieșire la mare, conține 65 de vârfuri cu altitudine de peste 2.000 de metri, cel mai înalt fiind vârful muntelui Coma Pedrosa:8.
Zonele înalte ale muntelui sunt acoperite cu păduri, în timp ce la partea inferioară se găsesc mai multe terenuri arabile. Platourile din împrejurimi sunt acoperite de pajiști și lacuri glaciare, iar în punctele cele mai înalte se găsesc creste stâncoase. În perioada de iarnă, muntele este complet acoperit de zăpadă.
Vârful muntelui, denumit Pic de Coma Pedrosa, (2.943 de metri), este înconjurat de alte vârfuri înalte, precum Roca Entravessada (2.928 m) spre nord, Pic de Baiau (2.885 m) spre vest și Agulla de Baiau (2.860 m) spre sud-vest. Linia de frontieră dintre Andorra și Spania este situată la aproximativ 500 de metri spre vest.

## Parcul Natural Comunal al văilor din Coma Pedrosa
Înființat la 18 decembrie 2003, Parcul Natural Comunal al văilor din Coma Pedrosa (în catalană Parc Natural Comunal de les valls del Comapedrosa) este situat în vestul Principatului Andorra, într-o zonă a munților Pirinei care cuprinde cel mai înalt punct al țării, Pic de Coma Pedrosa (2.943 m). Cea mai apropiată localitate este satul Arinsal, situat la o sută de metri de limita de sud a parcului. Parcul ocupă o suprafață de 1.543 de hectare și se întinde pe aproximativ 6 km de la vest la est și 2 km de la nord la sud.
La 15 aprilie 2014, parcul natural a fost desemnat arie protejată Ramsar, fiind inclus în Lista zonelor umede de importanță internațională (List of Wetlands of International Importance). Situl cuprinde 74 de zone umede montane înalte care includ râuri și pâraie, izvoare de apă dulce, mici lacuri glaciare și mlaștini neîmpădurite, într-un peisaj bine conservat. Aceste zone umede asigură o concentrație importantă de biodiversitate, susținând numeroase specii endemice din Pirinei, precum și specii de plante și animale amenințate și constituie o rezervă de apă pentru regiunea biogeografică alpină.
Parcul Natural Comunal al văilor din Coma Pedrosa face parte din bazinul hidrografic al râului Arinsal, care are o lungime de 3 km și este un afluent al râului Valira del Nord. Totuși, principalul curs de apă al parcului este râul Pollós. Aceasta are o lungime de 3,9 km și deși este afluent al râului Arinsal, colectează apele râurilor Comallempla, Comapedrosa și Areny.
Numeroase lacuri de origine glaciară sunt împrăștiate pe toată suprafața parcului natural. Lacurile Forcats (Estanys Forcats) constituie nu numai cea mai întinsă apă de suprafață din parc (aproximativ 2 ha), dar sunt și lacurile din Andorra situate la cea mai mare altitudine. Alte lacuri din parcul natural sunt Lacul Negru (Estany Negro) și Lacul Păstrăvilor (Estany de les Truites).

### Climă
Clima parcului este de alpină. Zonele cele mai înalte sunt sub influență atlantică, în timp ce zonele cele mai joase sunt sub influență mediteraneană. Iernile sunt reci, cu temperaturi medii negative în ianuarie, în timp ce verile sunt blânde, cu temperaturi medii care pot atinge 12 °C în iulie și august. Cantitatea de precipitații anuale depășește 1.000 mm.
| Date climatice pentru Coma Pedrosa (1971–2000) | Date climatice pentru Coma Pedrosa (1971–2000) | Date climatice pentru Coma Pedrosa (1971–2000) | Date climatice pentru Coma Pedrosa (1971–2000) | Date climatice pentru Coma Pedrosa (1971–2000) | Date climatice pentru Coma Pedrosa (1971–2000) | Date climatice pentru Coma Pedrosa (1971–2000) | Date climatice pentru Coma Pedrosa (1971–2000) | Date climatice pentru Coma Pedrosa (1971–2000) | Date climatice pentru Coma Pedrosa (1971–2000) | Date climatice pentru Coma Pedrosa (1971–2000) | Date climatice pentru Coma Pedrosa (1971–2000) | Date climatice pentru Coma Pedrosa (1971–2000) | Date climatice pentru Coma Pedrosa (1971–2000) |
| Luna                                           | Ian                                            | Feb                                            | Mar                                            | Apr                                            | Mai                                            | Iun                                            | Iul                                            | Aug                                            | Sep                                            | Oct                                            | Nov                                            | Dec                                            | Anual                                          |
| ---------------------------------------------- | ---------------------------------------------- | ---------------------------------------------- | ---------------------------------------------- | ---------------------------------------------- | ---------------------------------------------- | ---------------------------------------------- | ---------------------------------------------- | ---------------------------------------------- | ---------------------------------------------- | ---------------------------------------------- | ---------------------------------------------- | ---------------------------------------------- | ---------------------------------------------- |
| Maxima medie °C (°F)                           | 1.2 (34,2)                                     | 1.8 (35,2)                                     | 3.5 (38,3)                                     | 4.3 (39,7)                                     | 8.6 (47,5)                                     | 13.0 (55,4)                                    | 18.1 (64,6)                                    | 18.1 (64,6)                                    | 14.4 (57,9)                                    | 9.0 (48,2)                                     | 5.3 (41,5)                                     | 2.8 (37)                                       | 8,34 (47,01)                                   |
| Media zilnică °C (°F)                          | −2 (28,4)                                      | −1.7 (28,9)                                    | −0.2 (31,6)                                    | 0.4 (32,7)                                     | 4.0 (39,2)                                     | 7.6 (45,7)                                     | 11.6 (52,9)                                    | 12.0 (53,6)                                    | 9.1 (48,4)                                     | 4.9 (40,8)                                     | 1.2 (34,2)                                     | −0.4 (31,3)                                    | 3,88 (38,98)                                   |
| Minima medie °C (°F)                           | −4.7 (23,5)                                    | −5 (23)                                        | −4 (24,8)                                      | −3.5 (25,7)                                    | −0.6 (30,9)                                    | 2.3 (36,1)                                     | 5.2 (41,4)                                     | 5.2 (41,4)                                     | 2.9 (37,2)                                     | 0.1 (32,2)                                     | −2.5 (27,5)                                    | −4 (24,8)                                      | −0,72 (30,7)                                   |
| Precipitații mm (inches)                       | 86.3 (3.398)                                   | 65.3 (2.571)                                   | 70.2 (2.764)                                   | 117.5 (4.626)                                  | 134.8 (5.307)                                  | 133.2 (5.244)                                  | 88.6 (3.488)                                   | 112.3 (4.421)                                  | 112.1 (4.413)                                  | 114.8 (4.52)                                   | 113.9 (4.484)                                  | 106.5 (4.193)                                  | 1.255,5 (49,429)                               |
| Sursă: ACDA                                    |                                                |                                                |                                                |                                                |                                                |                                                |                                                |                                                |                                                |                                                |                                                |                                                |                                                |

### Floră
Pădurile sunt prezente doar în partea de sud a parcului. În principal, acestea sunt păduri de pini, incluzând exemplare de pin de pădure (Pinus sylvestris) și pin negru (Pinus negra). Se mai întâlnesc și alte specii de conifere, precum bradul argintiu (Abies alba). Celelalte specii din zonele de pădure includ mesteacănul pufos (Betula pubescens), alunul (Corylus avellana), salcia căprească (Salix caprea) și plopul tremurător (Populus tremula).
La altitudini înalte pădurile dispar, fiind înlocuite cu arbuști, dintre care principalele specii sunt ienupărul (Juniperus communis) și afinul (Vaccinium myrtillus). Se mai întâlnește socul roșu (Sambucus racemosa).

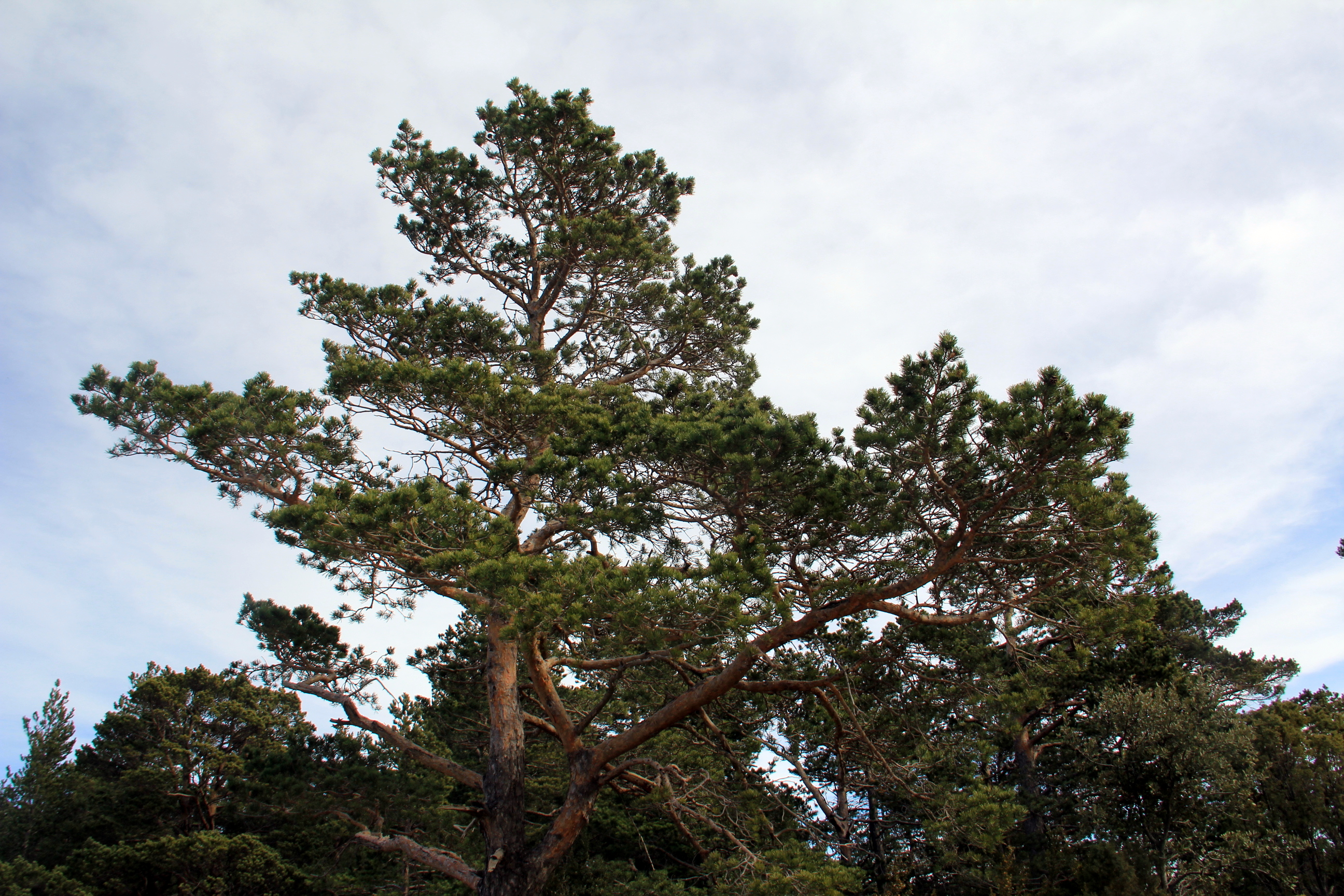
Pin de pădure (Pinus sylvestris)
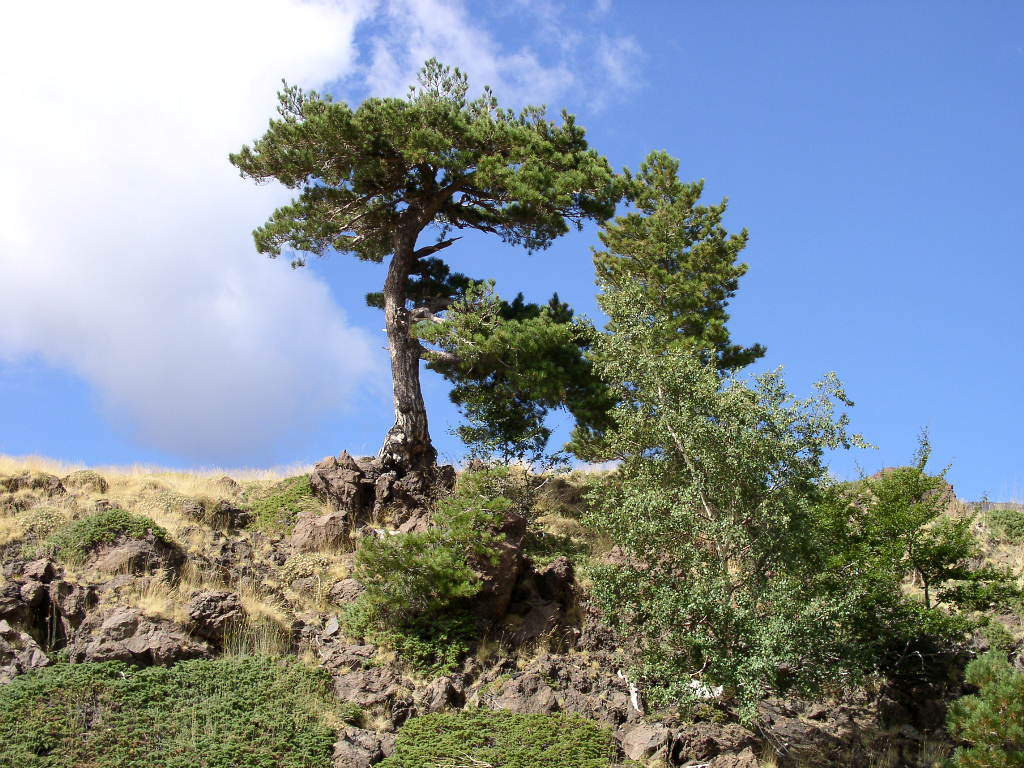
Pin negru (Pinus negra)
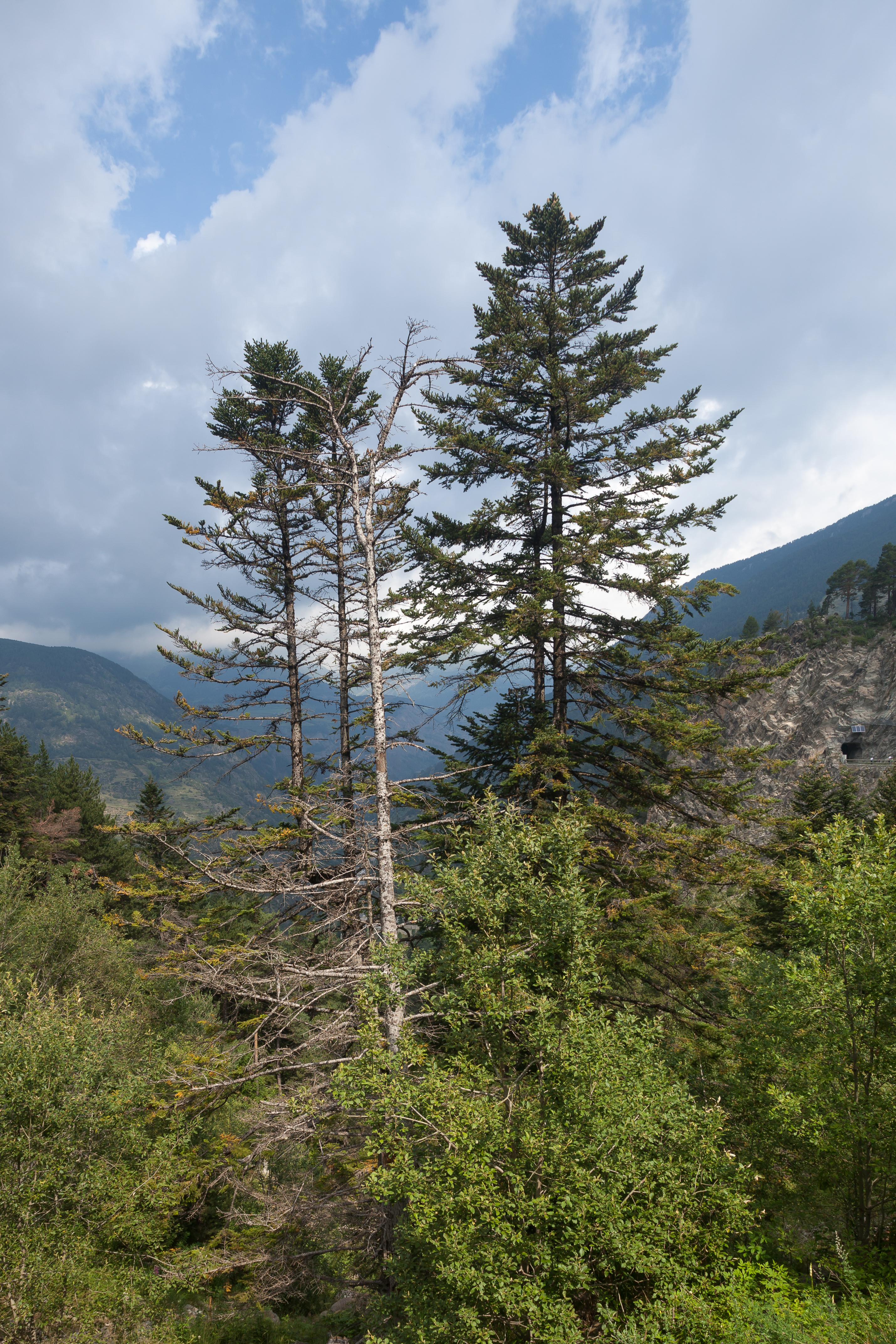
Brad argintiu (Abies alba)
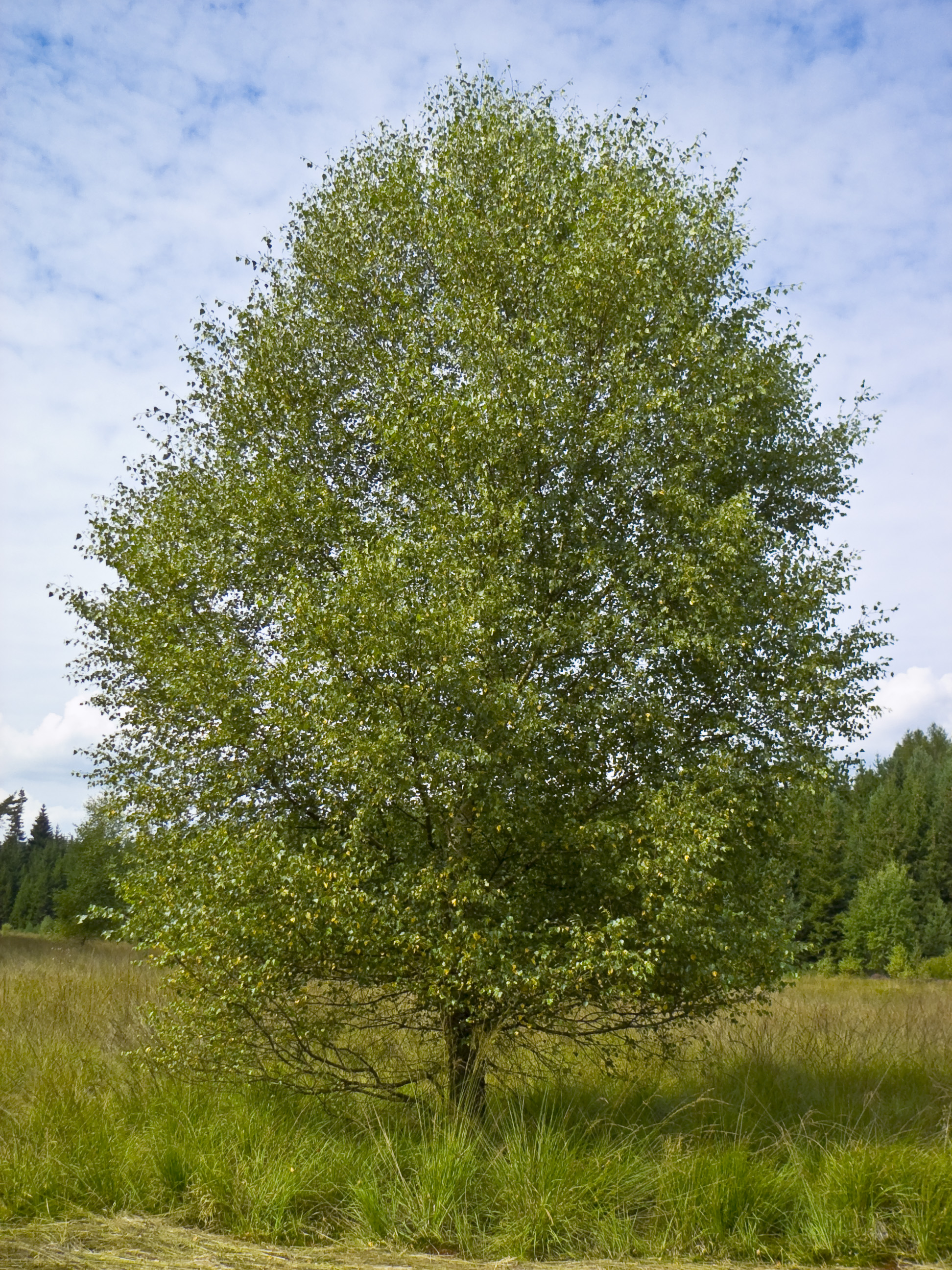
Mesteacăn pufos (Betula pubescens)
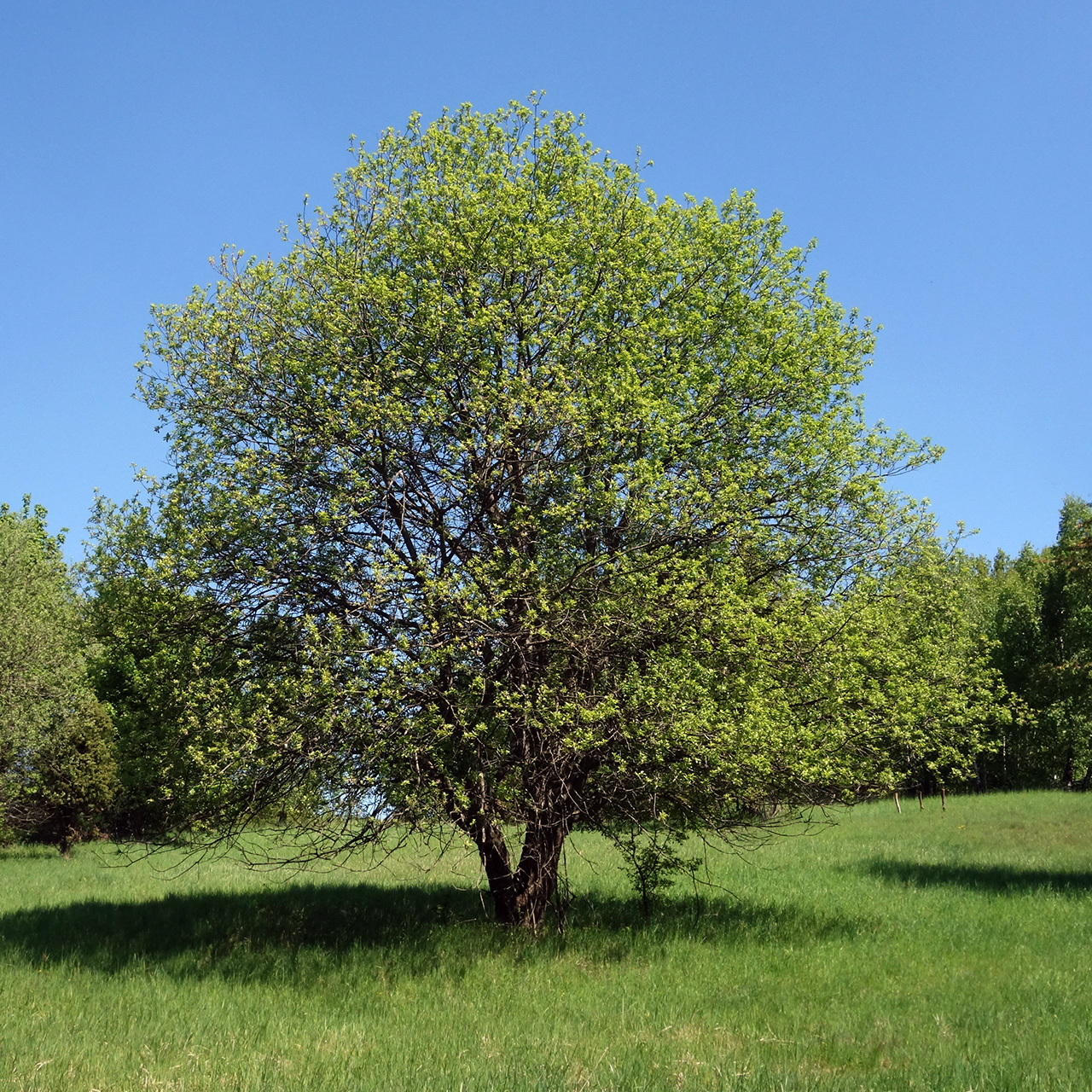
Salcie căprească (Salix caprea)
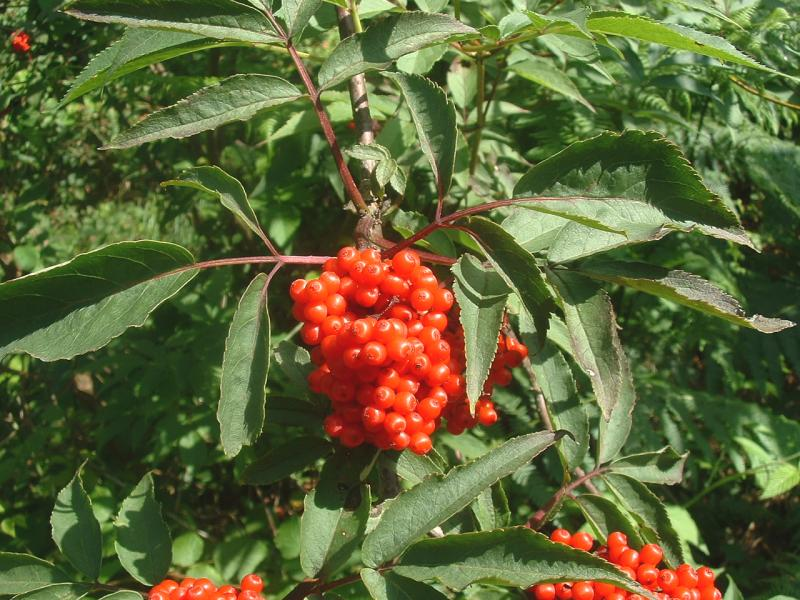
Soc roșu
(Sambucus racemosa)

În zonele umede din parcul natural se găsesc exemplare amenințate precum Callitriche palustris, Eriophorum vaginatum, Gnaphalium norvegicum sau Juncus squarrosus. Dintre taxonii de floră de interes patrimonial din Parcul Natural Comunal Valls del Comapedrosa, merită evidențiați câțiva dintre cei amenințați cu dispariția la nivel național conform Listei Roșii a Florei din Andorra: căpșunica (Cephalanthera rubra), lăptuca alpină (Cicerbita alpina), lăcrămioara (Convallaria majalis), mixandra (Erysimum cheiranthoides), dafinul (Ilex aquifolium), chimenul de munte (Laserpitium siler), crinul de Pirinei (Lilium pyrenaicum), nu-mă-uita (Myosotis stricta), smirna (Myrrhis odorata), narcisa albă (Narcissus poeticus), orhideea violet (Orchis mascula), pecetea lui Solomon (Polygonatum odoratum), mălinul (Prunus padus), verigariul (Rhamnus saxatilis), o specie de Saxifragaceae (Saxifraga intricata), barba caprei (Tragopogon dubius), trifoiul auriu (Trifolium aureum), o specie de valeriană (Valeriana apula), una de usturoi sălbatic (Allium ericetorum) și una de veronică (Veronica urticifolia).

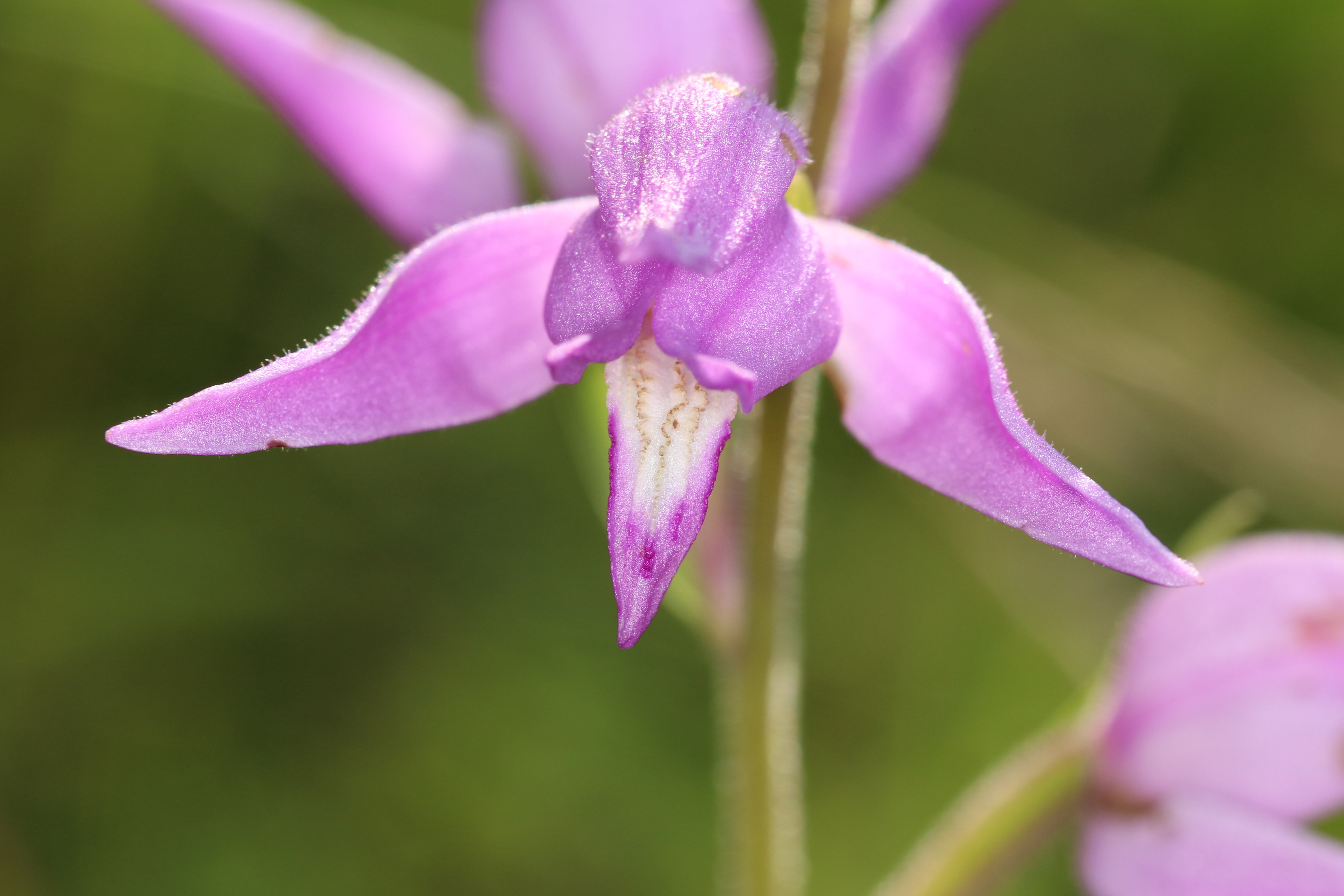
Căpșunică (Cephalanthera rubra)
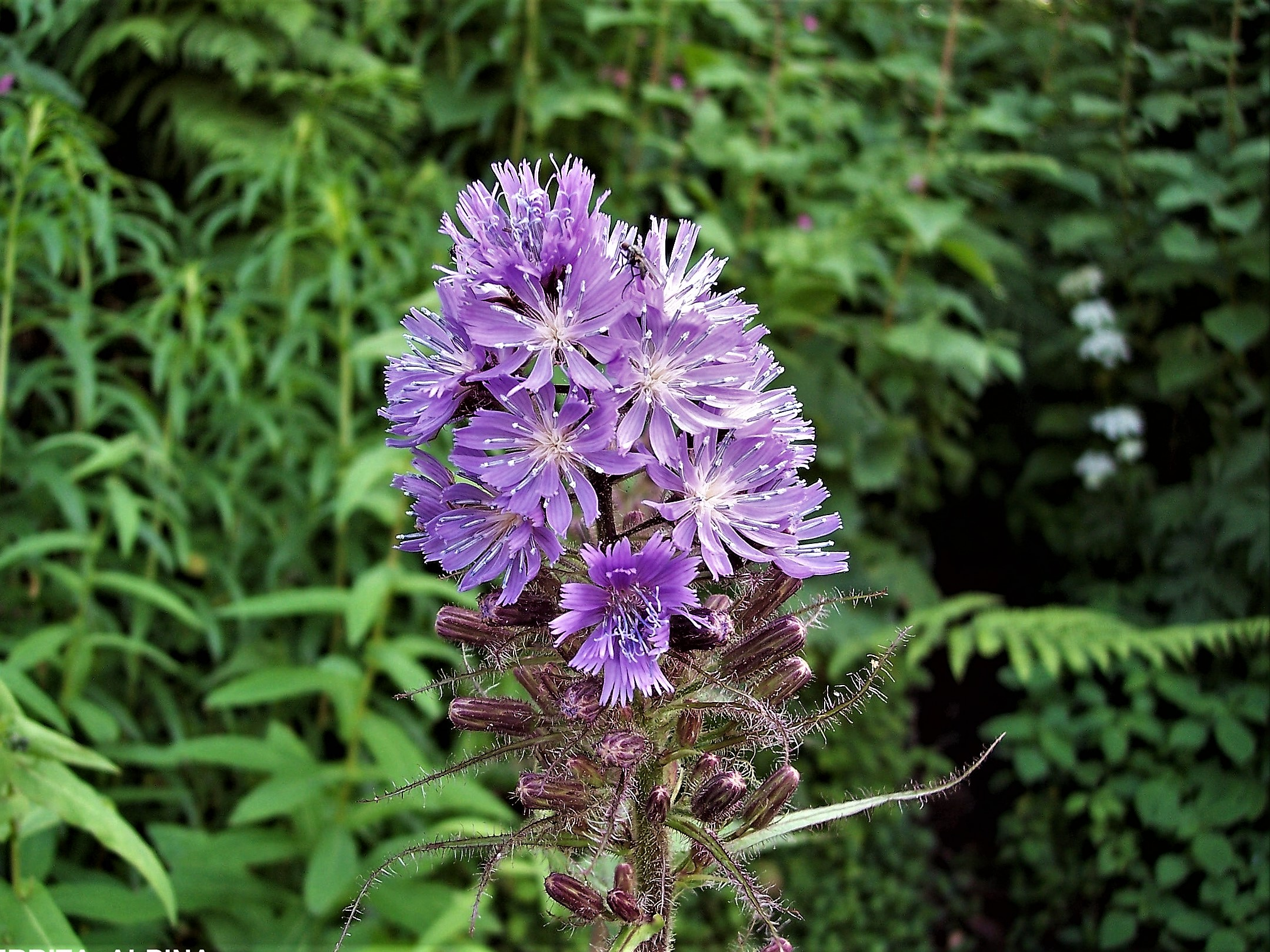
Lăptucă alpină (Cicerbita alpina)
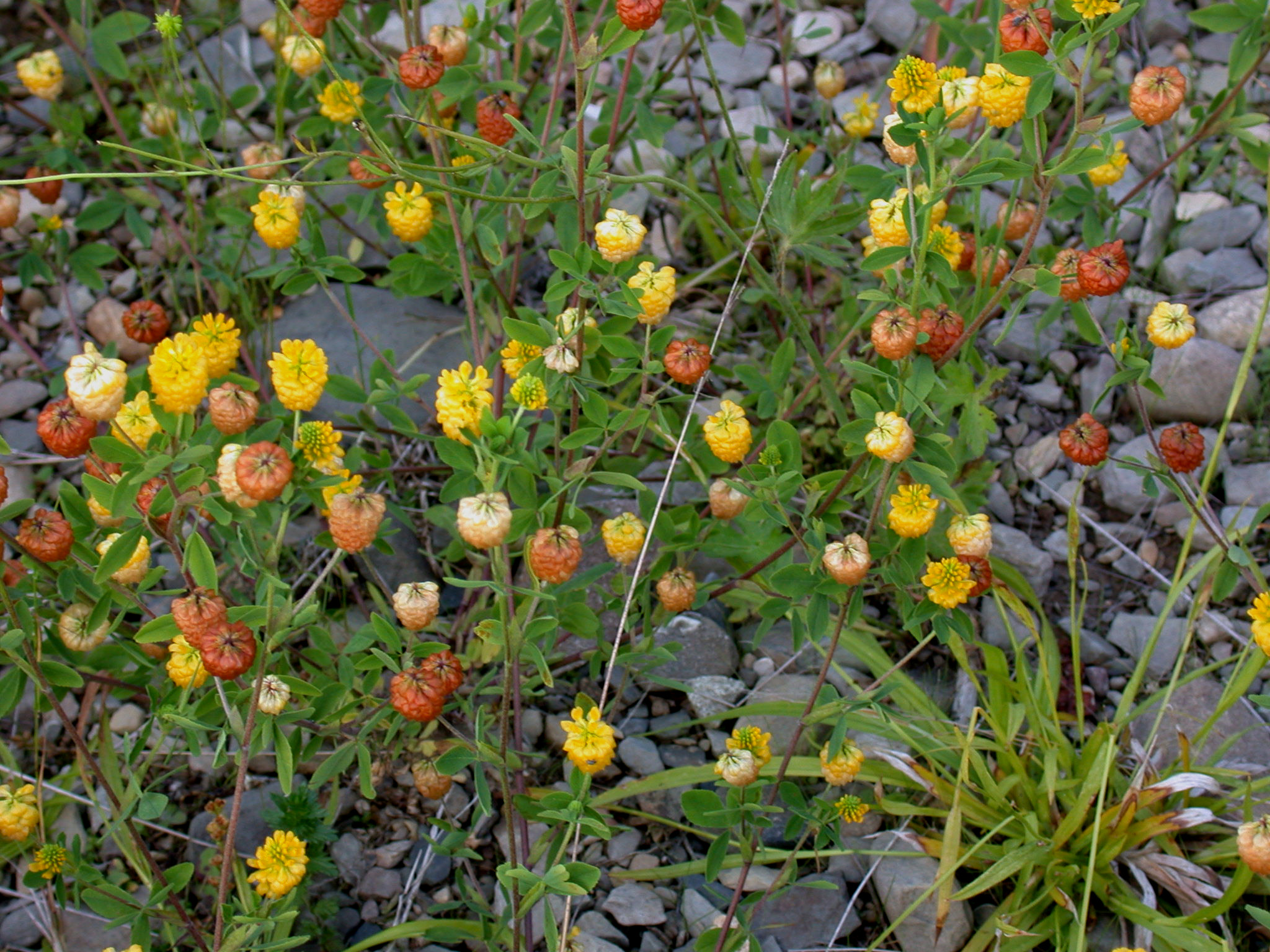
Trifoi auriu (Trifolium aureum)
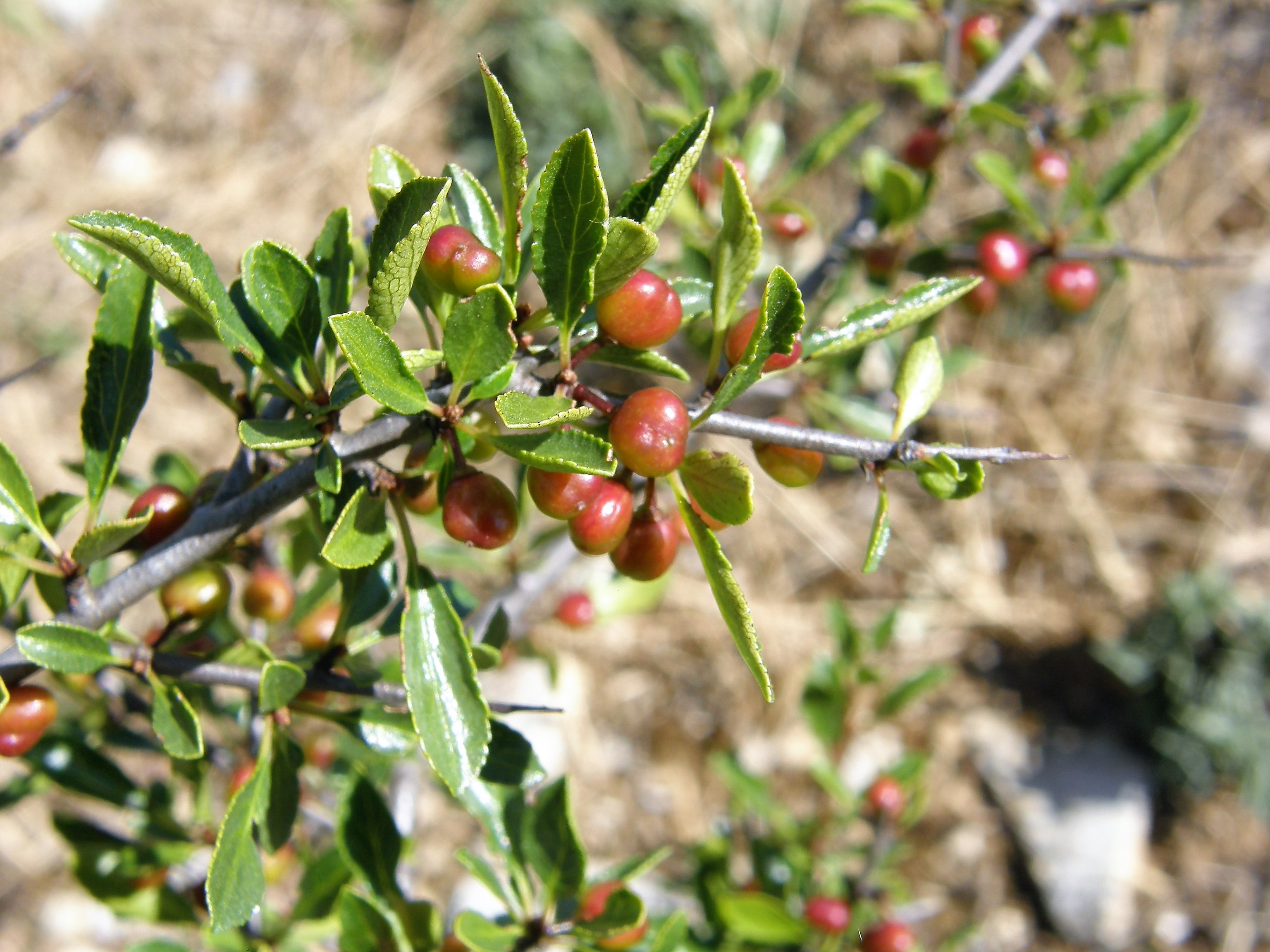
Verigariu (Rhamnus saxatilis)
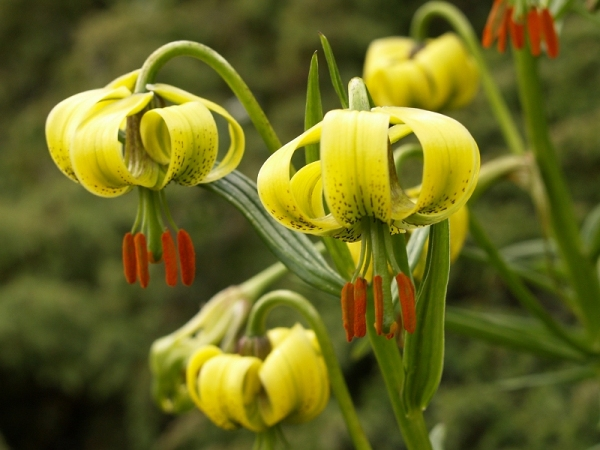
Crin de Pirinei
(Lilium pyrenaicum)

### Faună
Parcul natural este caracterizat de o diversitate faunistică remarcabilă, aici fiind identificate 143 de specii de vertebrate, ceea ce reprezintă 75% din speciile prezente la nivel național și 79 de specii de fluturi diurni, 53,02% din totalul speciilor de fluturi din Andora.
Principalele specii endemice, rare și protejate din parcul natural sunt șopârla de piatră Aurelio (Iberolacerta aurelioi), codobatura de munte (Motacilla cinerea), mierla de apă (Cinclus cinclus), chițcanul de apă (Neomys fodiens), vidra de râu (Lutra lutra), salamandra de uscat (Salamandra salamandra) și salamandra de Pirinei (Calotriton asper).
Printre păsări se numără potârnichea albă (Lagopus muta), cojoaica de pădure (Certhia familiaris), stăncuța de munte (Pyrrhocorax pyrrhocorax), câneparul (Linaria cannabina), ciocănitoarea neagră (Dryocopus martius), ciocănitoarea iberică verde (Picus sharpei), cocoșul de munte (Tetrao urogallus) și, în afara sezonului de reproducere, fluturașul de stâncă (Tichodroma muraria). În perioadele de migrație se pot observa stoluri de viespari (Pernis apivorus), precum și numeroase specii de păsări călătoare precum mugurarul (Pyrrhula pyrrhula), rândunica (Hirundo rustica), mierla gulerată (Turdus torquatus).

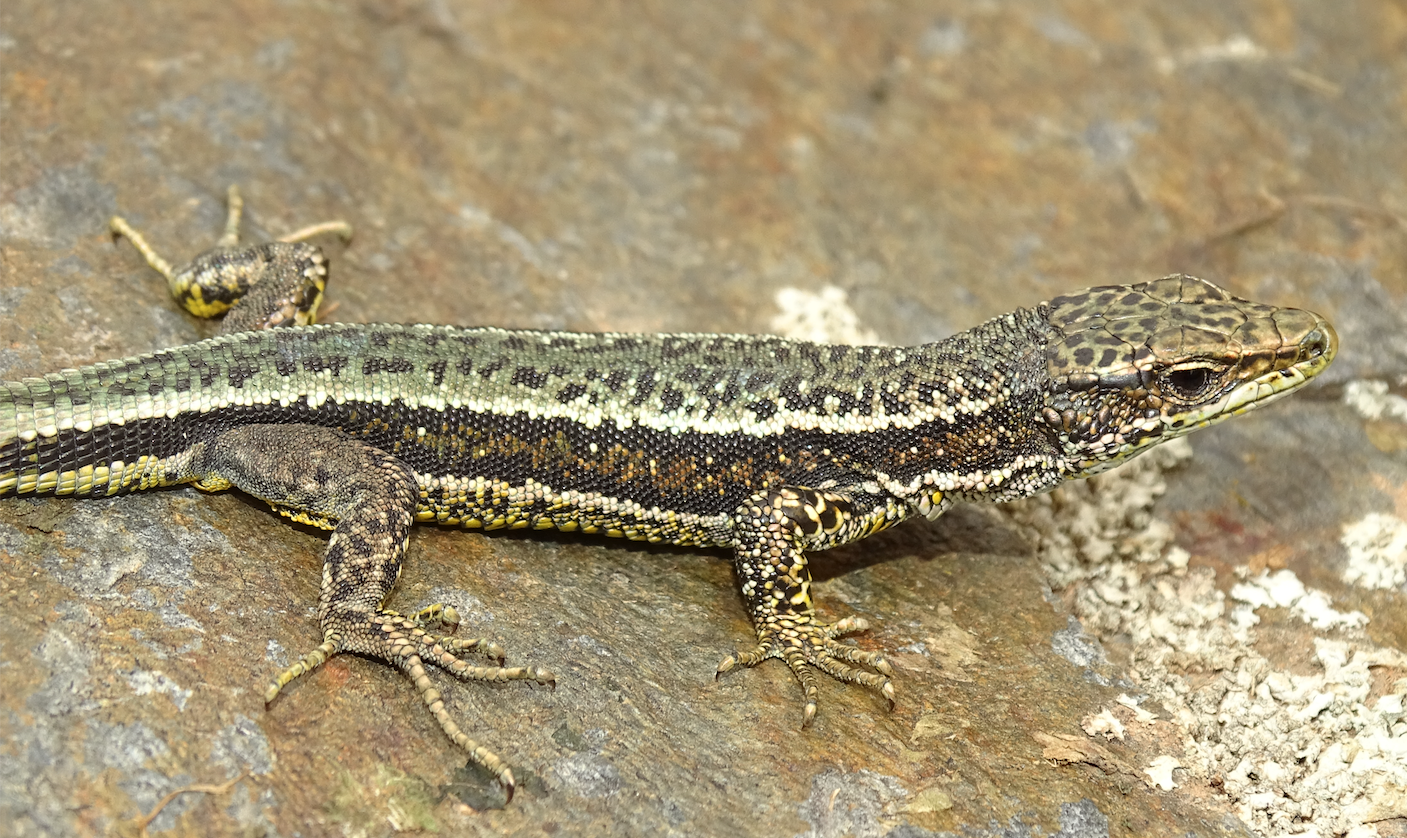
Șopârlă de piatră Aurelio (Iberolacerta aurelioi)
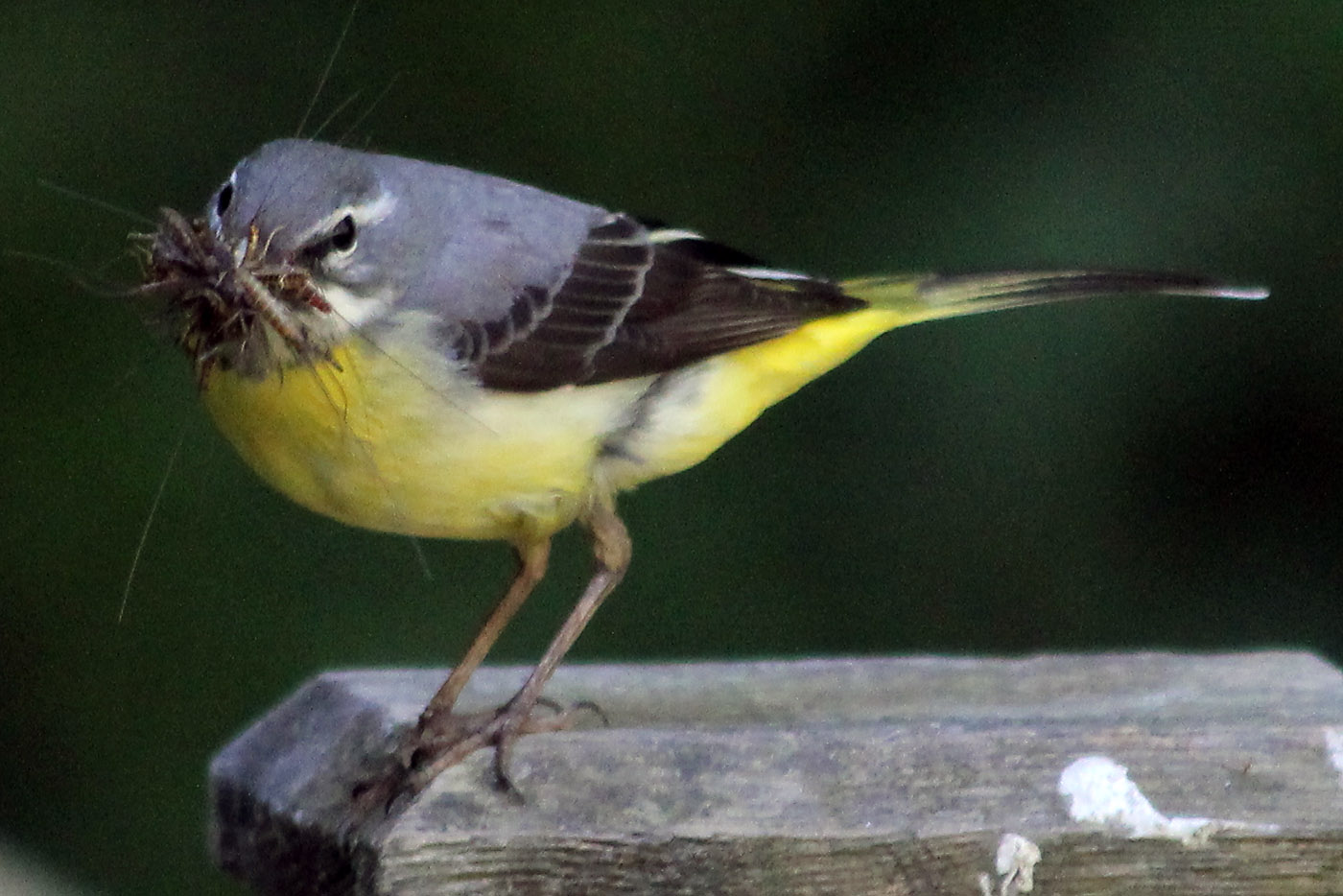
Codobatură de munte (Motacilla cinerea)
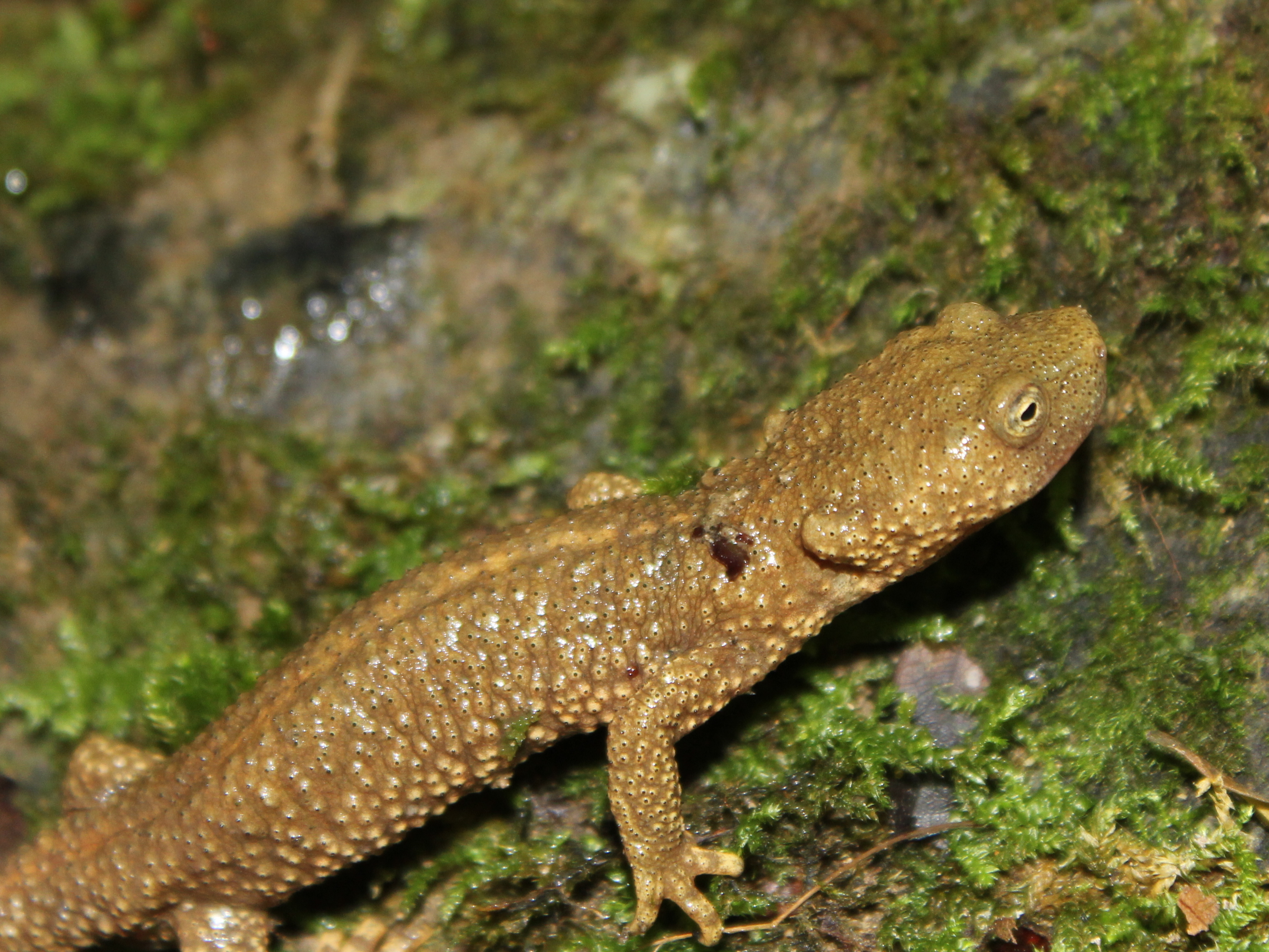
Salamandră de Pirinei (Calotriton asper)
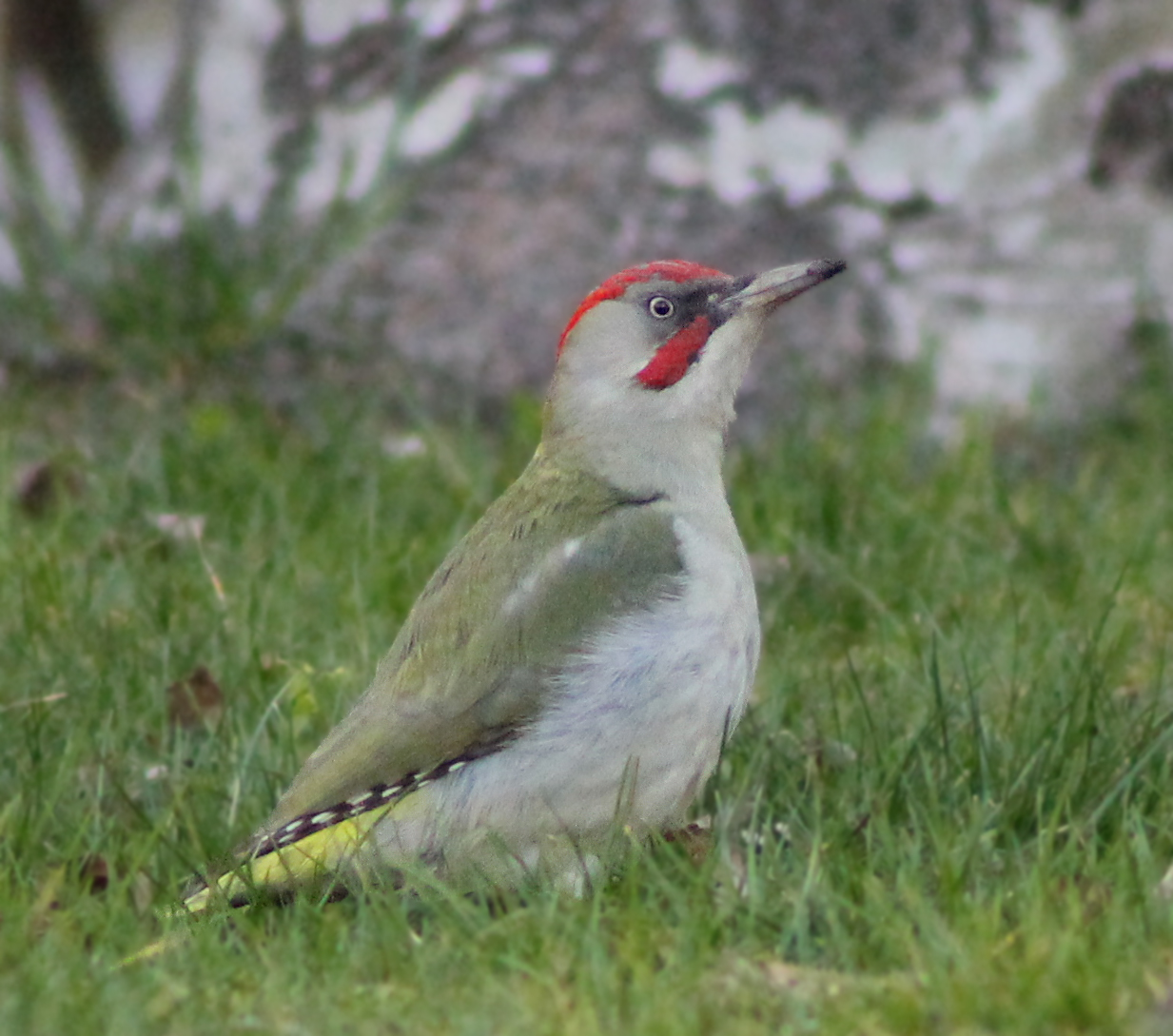
Ciocănitoare iberică verde (Picus sharpei)
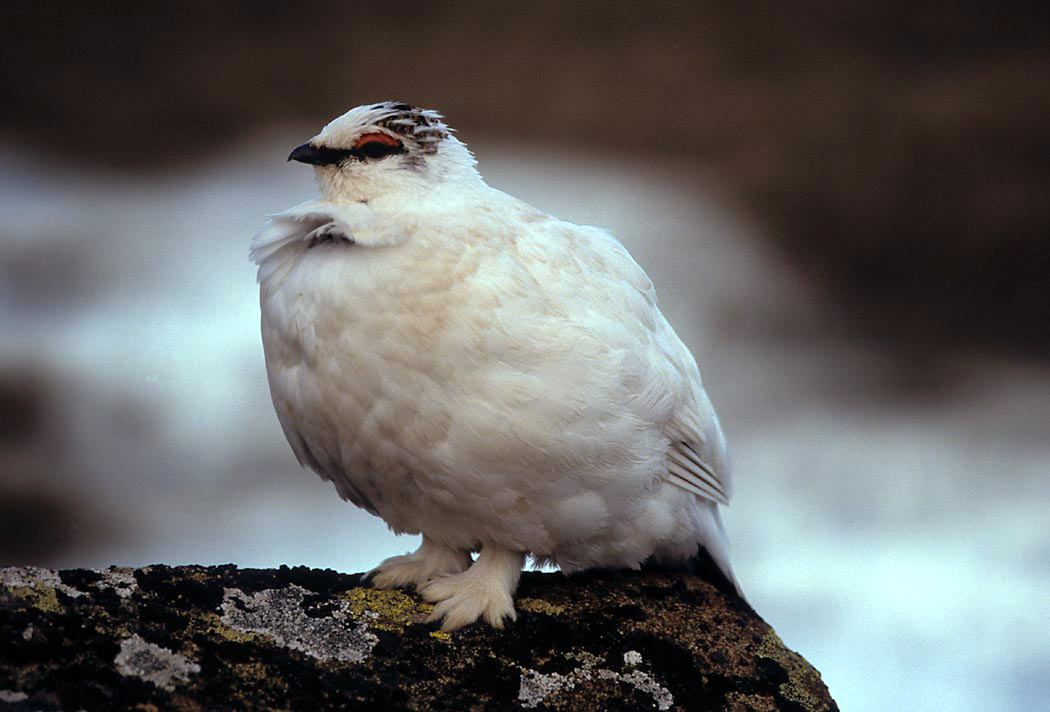
Potârniche albă
(Lagopus muta)

Dintre păsările de pradă, se regăsesc vulturul sur (Gyps fulvus), vulturul bărbos (Gypaetus barbatus), acvila de munte (Aquila chrysaetos), șoimul călător (Falco peregrinus), șerparul (Circaetus gallicus), uliul păsărar (Accipiter nisus), minunița (Aegolius funereus). 
Printre animale se numără hermina (Mustela erminea), cerbul (Cervus elaphus), pisica sălbatică (Felis silvestris), ursul brun (Ursus arctos), șoarecele gulerat (Apodemus flavicollis), șoarecele de zăpadă (Chionomys nivalis), viezurele (Meles meles).
Principalele specii de faună introduse sunt păstrăvul curcubeu (Oncorhynchus mykiss), păstrăvul fântânel (Salvelinus fontinalis), marmota alpină (Marmota marmota) și muflonul (Ovis orientalis). Există, de asemenea, dovezi ale eliberării de potârnichi (Perdix perdix) și de fazani (Phasianus colchicus) în scopuri de vânătoare. În 2014, a fost confirmată prezența unei specii alohtone, capra de Pirinei (Rupicapra pyrenaica), ca rezultat al unui proiect de repopulare desfășurat în Pirineii francezi.

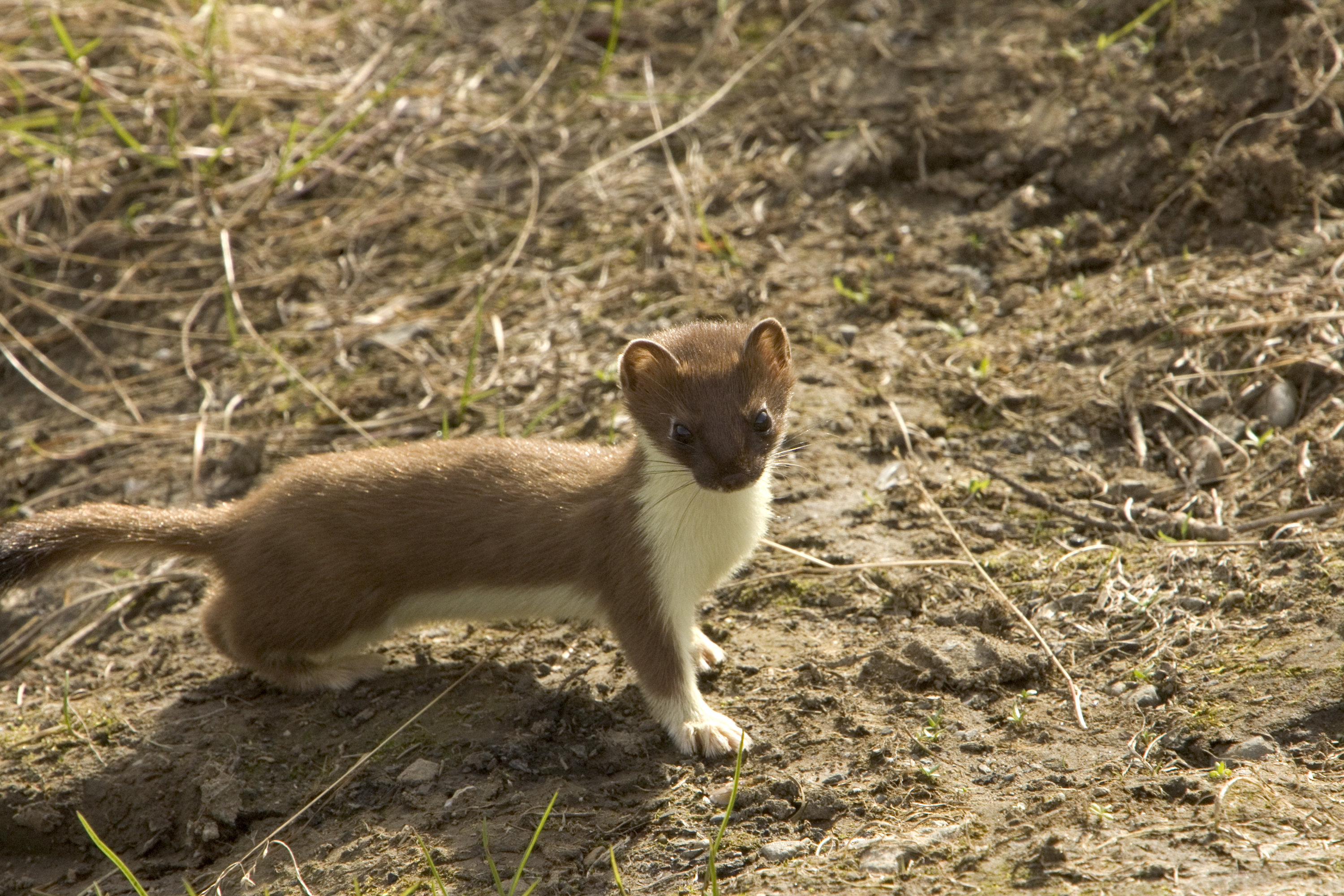
Hermină (Mustela erminea)
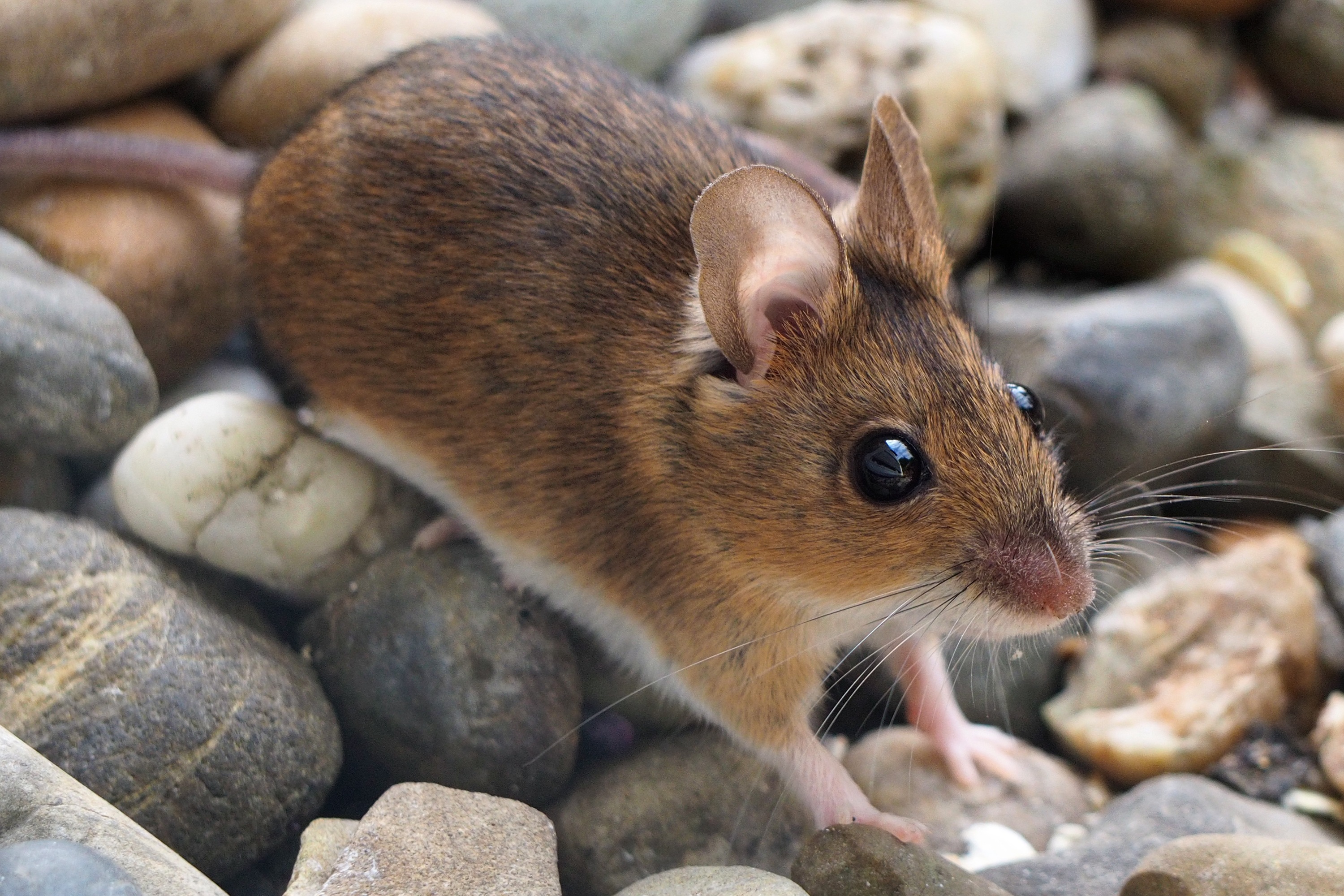
Șoarece gulerat (Apodemus flavicollis)
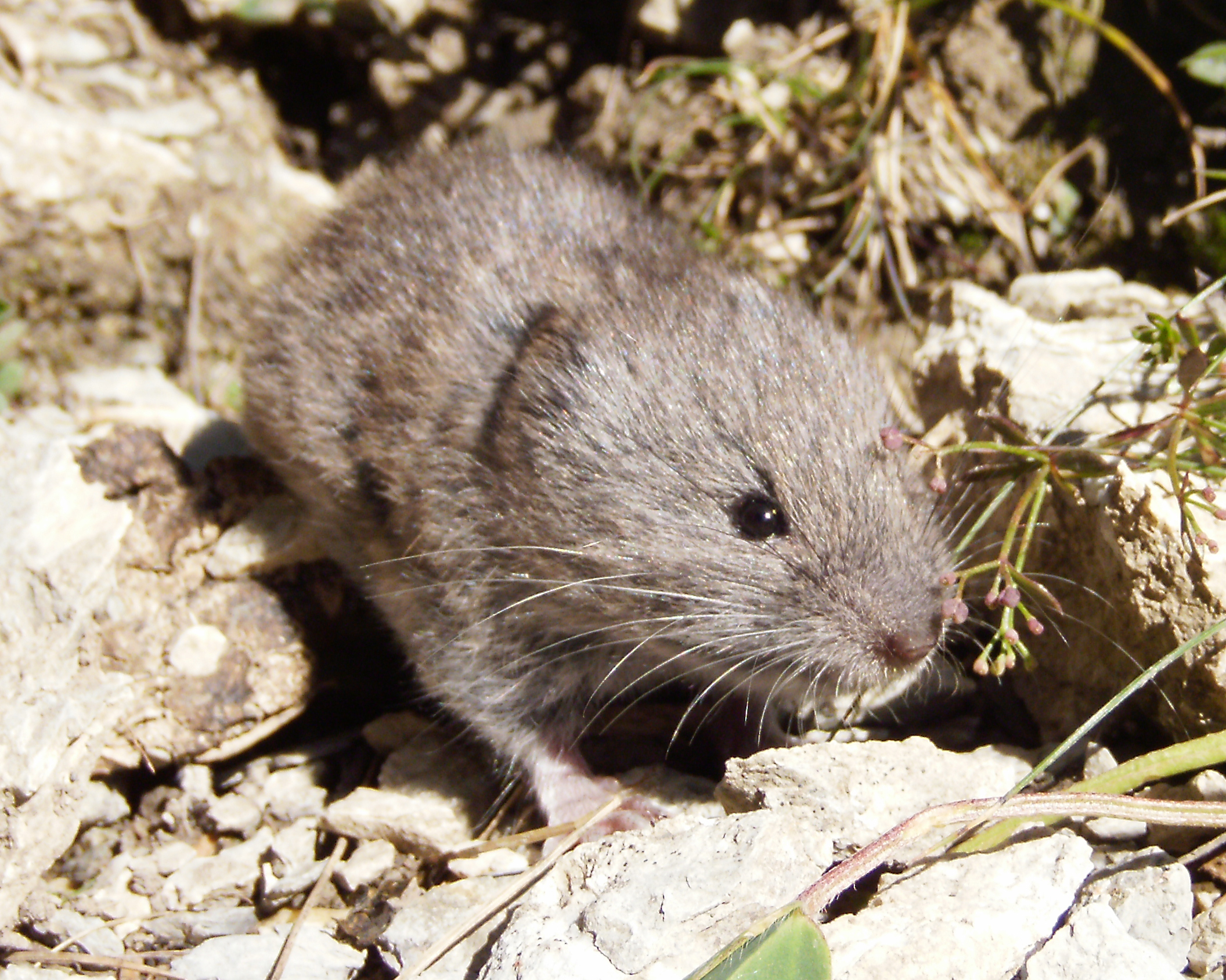
Șoarece de zăpadă (Chionomys nivalis)
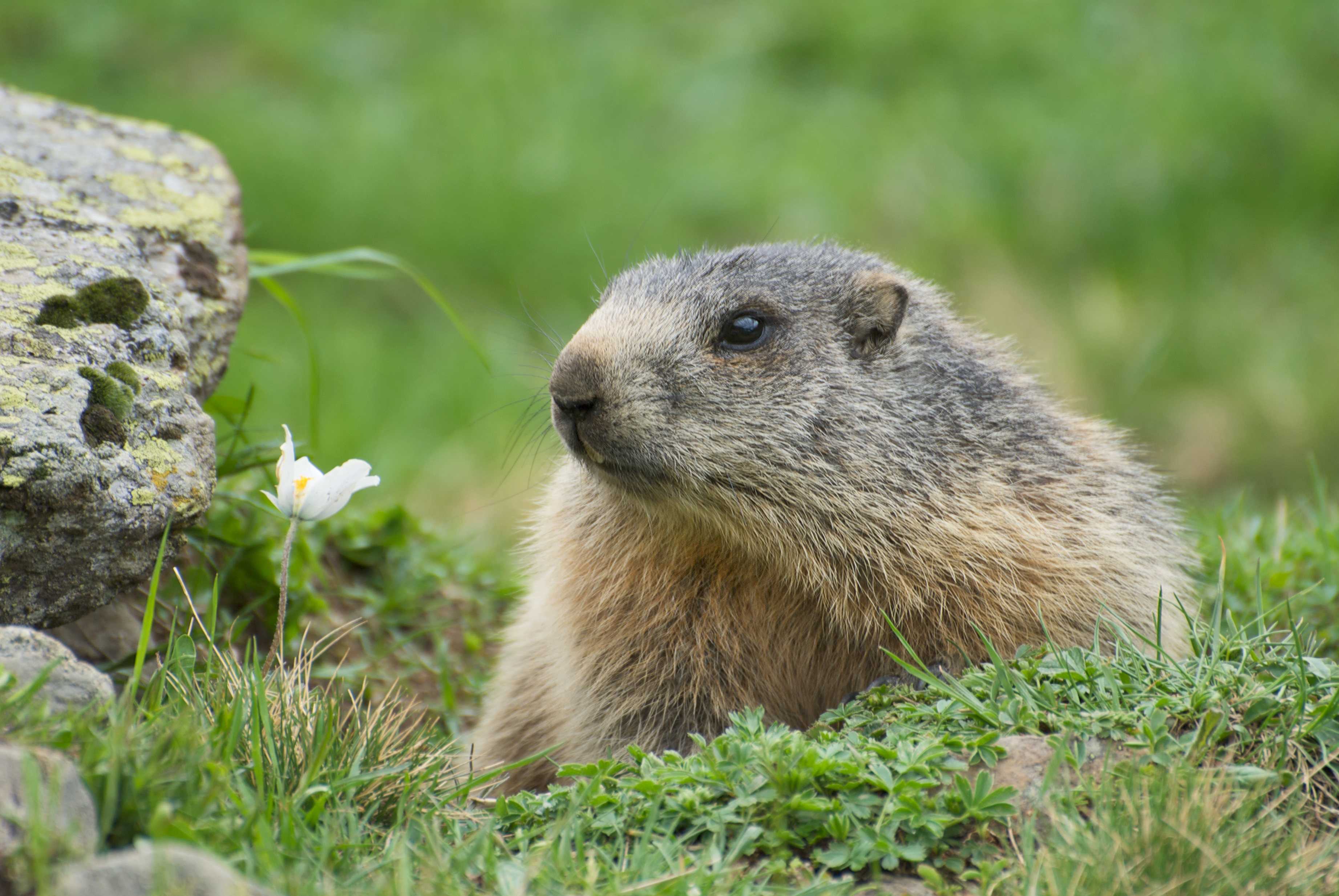
Marmotă alpină (Marmota marmota)
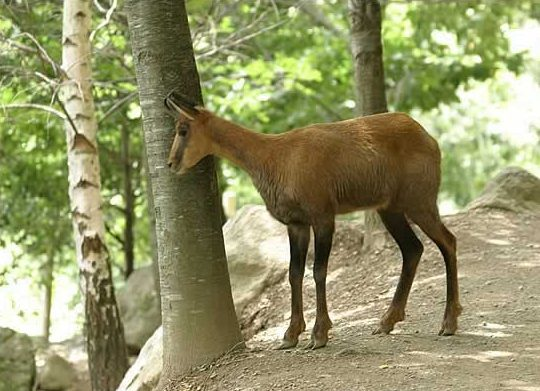
Capră de Pirinei
(Rupicapra pyrenaica)

## Prima ascensiune
Prima ascensiune documentată pe vârful muntelui Coma Pedrosa a avut loc la 22 septembrie 1858, de către o echipă formată din șase membri ai comitetului spaniol-andorran care a marcat granița dintre cele două țări. Comisia era formată din spaniolii José Mellid de Bolaño, Antonio de Moner și José López și din andorranii Francesc Duran, Joan Moles și Josep Povida. Pentru a sărbători acest eveniment, 22 septembrie a fost declarată Ziua Parcului Natural Comunal al văilor din Coma Pedrosa.
Prima ascensiune de iarnă pe schiuri, prin valea Comapedrosa, a avut loc la 24 decembrie 1933, fiind reușită de Lluís Estasen, Ernest Mullor și Joan Roig.

## Turism

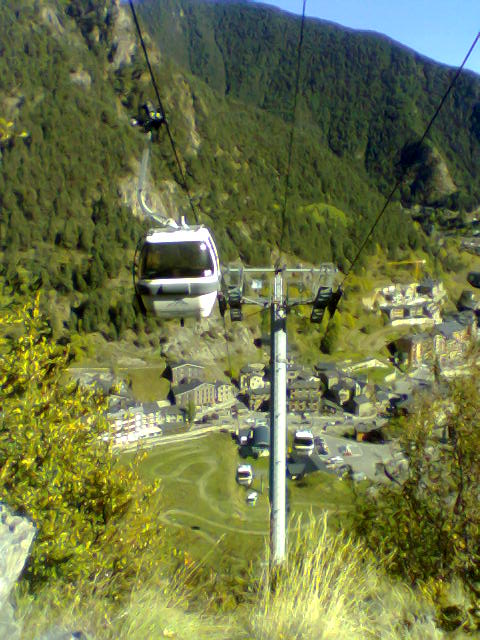
Telecabina Arinsal

Activitățile turistice în zona muntelui Coma Pedrosa sunt posibile pe tot parcursul anului, existând trasee de drumeție, schi, snowboarding sau cățărare.

### Trasee turistice

#### Drumeție
- Traseul prin valea Comapedrosa (diferență de nivel: 1.373 m, durată: 4h30', grad de dificultate: PD+/S3/T3). Traseul, inițial o pistă largă, este clar marcat și pornește din satul Arinsal (1.570 m), urmând cursul râului Coma Pedrosa. La limita pădurii, traseul face un ocol pentru a trece de refugiul Coma Pedrosa (2.272 m), apoi, pe fundul văii, urcă spre dreapta. Puțin înainte de a ajunge la Lacul Negru (Estany Negre, 2.636 m), traseul se bifurcă și urmează creasta stâncoasă până pe vârf, vizibil dar încă îndepărtat. Ultima parte a traseului se desfășoară pe teren stâncos. Ca alternativă, este disponibilă o rută prin pasul Malhiverns, ocolind Lacul Negru, ruta fiind mai ușoară[22].

- Traseul din Franța dinspre Soulcem (diferență de nivel: 1.289 m). Traseul străbate 3 țări, pornește din Franța, trece în Spania, apoi în Andorra. Din Soulcem (1.654 m), traseul urmează ruta GR până la colul[a] Port de Boet (2.511 m), virează spre sud urmând o potecă șerpuitoare foarte veche către zona umedă Solana de Baiau (2.200 m), apoi urmează ruta GR11 care duce la refugiul Josep Maria Montfort (2.517 m). De acolo, se continuă spre colul[a] Port de Baiau (2.757 m) urmând o rută destul de abruptă. După ieșirea din Port de Baiau, traseul spre vârf nu este dificil, dar urcă destul de abrupt și se desfășoară pe un teren ușor erodat[23].

- Traseul din Spania dinspre Pla de Boet (diferență de nivel: 1.137 m, grad de dificultate: T3). Traseul pornește din parcarea Molinassa, lângă Pla de Boet (1.806 m) și urcă spre Pla d'Arcalís (2.030 m), apoi continuă spre est și face un ocol spre nord pentru a evita un pinten, ajungând la refugiul Josep Maria Montfort (2.517 m). Refugiul este situat pe un deal, la nord de lacurile Baiau (Estanys de Baiau, 2.530 m). Până aici se urmează ruta GR11. De la cabană, se coboară în extrema nordică a lacului mare Baiau și se urmează ruta care urcă spre stânga, continuând până pe vârf[24].

#### Schi
- Pic de Comapedrosa: des de Tor (diferență de nivel: 1.243 m, grad de dificultate: E2/S3). Traseul pornește din satul spaniol Tor (1.700 m), traversează punctul de graniță Bordes de Sança (1.870 m) și pasul Castellàs, către colul[a] Port Negre de Pallars (2.517 m), unde virează spre nord-vest către Pic del Port Vell (2.465 m). De aici se urmează creasta de nord care duce spre Lacul Negru (Estany Negre, 2.636 m) și de acolo spre vârf[25].

- Traseu de coborâre prin Couloir de l'Alt către Arinsal (diferență de nivel: 1.373 m, grad de dificultate: 3.3/E2/S3). Traseul de coborâre parcurge Couloir de l'Alt, pantă în prima treime: 35°, pantă în a doua treime: 30-35°, pantă în ultima treime (250 m): 40°[26].

- Traseul de coborâre prin valea Comapedrosa (diferență de nivel: 1.373 m, grad de dificultate: PD+/S3/T3). Traseul se îndreaptă spre Lacul Negru (Estany Negre, 2.636 m), apoi spre refugiul Coma Pedrosa (2.272 m) și de acolo spre satul Arinsal (1.570 m)[22].

- Traseul de coborâre către Pla de l'Estany și Malshiverns (diferență de nivel: 1.373 m, grad de dificultate: D-/S3). De pe vârf, se coboară către Col de la Comapedrosa (2.890 m, pantă de 35° pe 150 m), apoi către refugiul Pla del Estany (2.030 m), de unde se continuă către Granjas de Coruvilla (1.640 m) și se ajunge în satul Arinsal (1.570 m)[27].

#### Escaladă
- Cascadele Coma Pedrosa (diferență de nivel: 60 m, grad de dificultate: AD/P4). Două cascade înghețate paralele, de dimensiuni mari, situate la o altitudine de aproximativ 2.000 m, cu expunere spre est și la umbră[28].

### Cabane montane
- Refugiul montan Pla de l'Estany (2.050 m). Capacitate: 6 locuri. Este deschis pe tot timpul anului și deține două camere, una pentru păstori și pădurari și alta deschisă turiștilor[29].

- Refugiul montan Les Fonts (2.195 m). Capacitate: 6 locuri. Este situat la poalele vârfului Les Fonts (Pic Les Fonts, 2.693 m) și este deschis pe tot timpul anului[29].

- Refugiul montan Coma Pedrosa (2.260 m). Capacitate: 45 locuri. Este situat la poalele vârfului Coma Pedrosa și este deschis din iunie până în octombrie[29].

- Hotel Arinsal 2* (2.260 m). Capacitate: 24 de camere cu 1-3 paturi. Este situat în satul Arinsal, în apropierea stației de telecabină și este deschis pe tot timpul anului[30].

Harta traseelor de drumeție și a cabanelor montane din Andorra
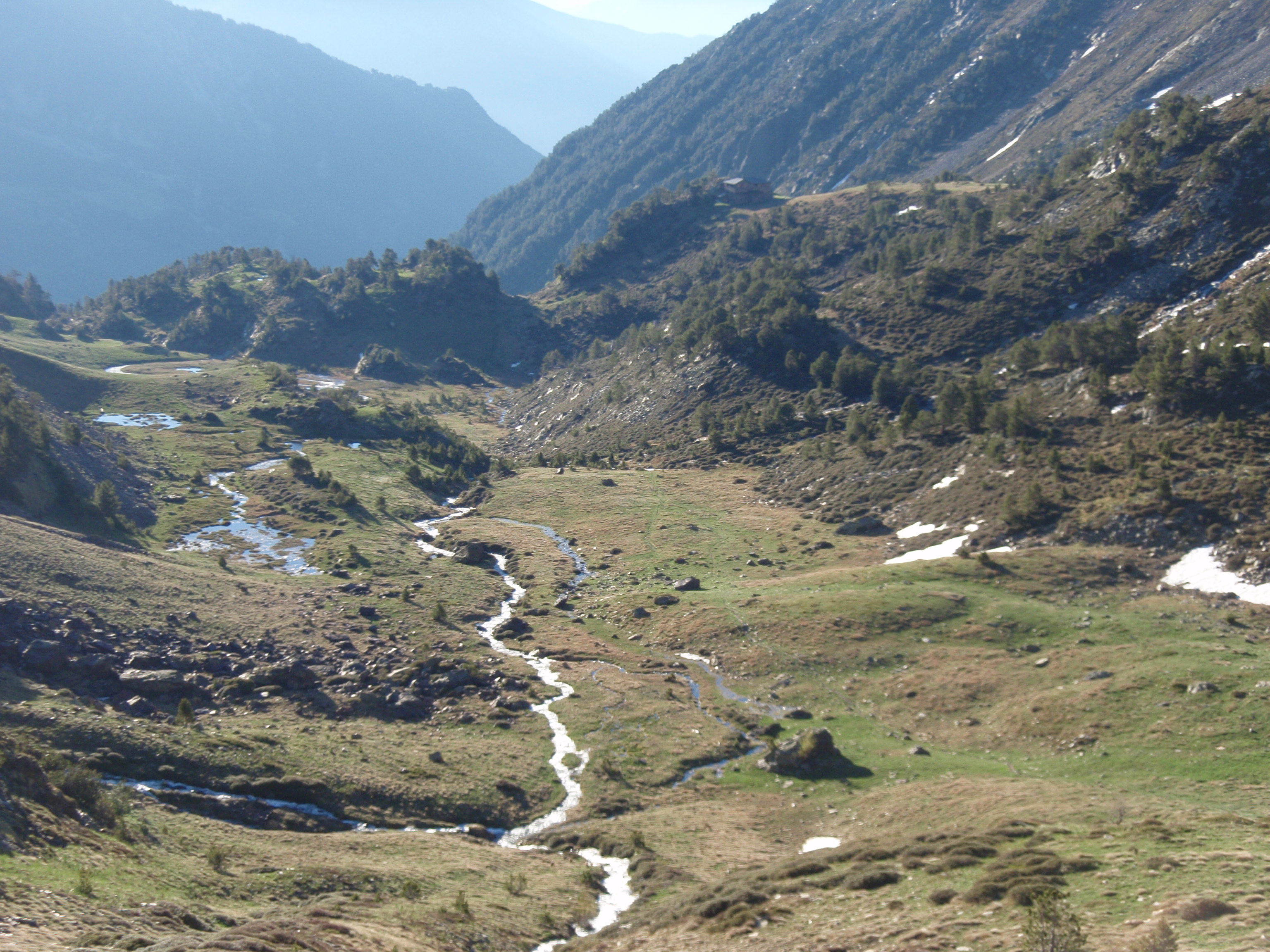
Valea Coma Pedrosa
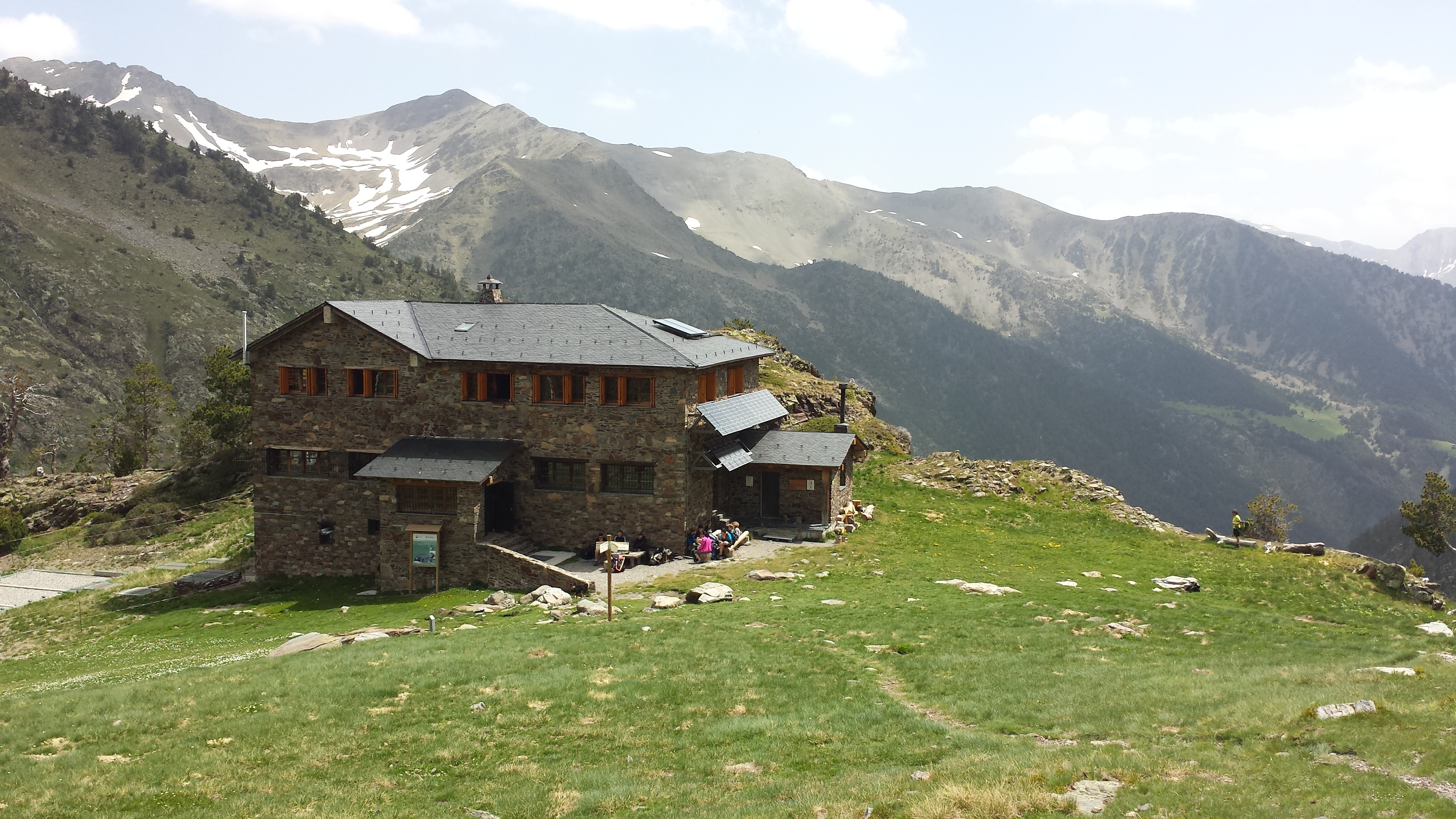
Refugiul montan Coma Pedrosa
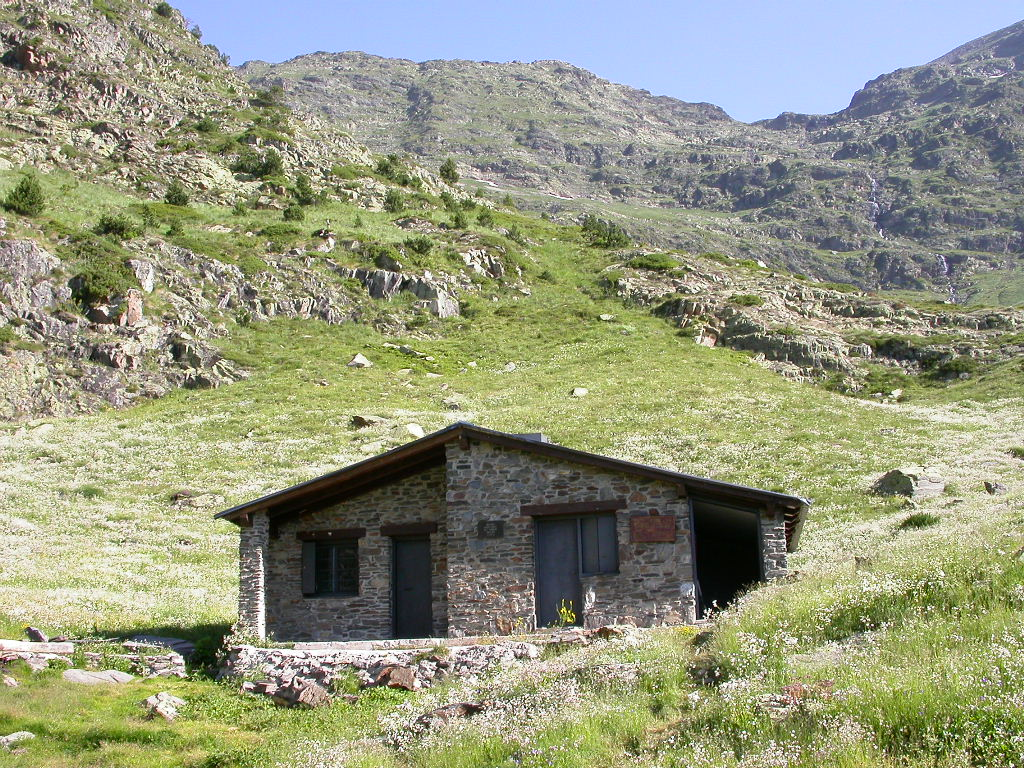
Refugiul montan Pla de l'Estany
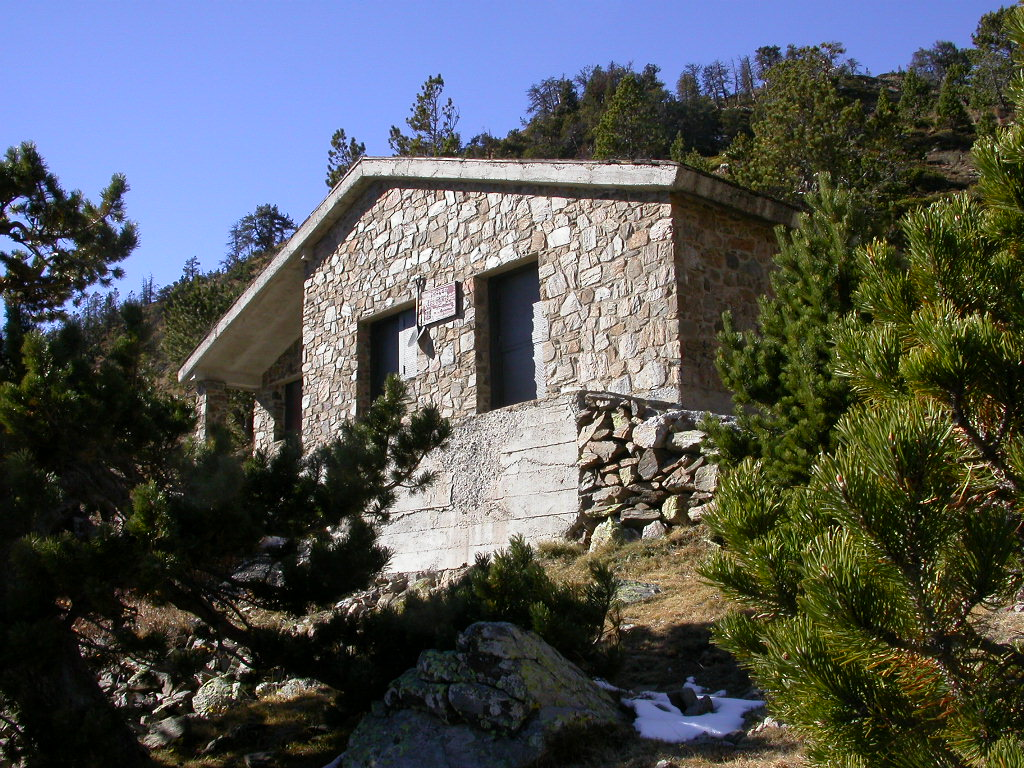
Refugiul montan Les Fonts

### Activități sportive

#### Comapedrosa SkyRace
Comapedrosa SkyRace este o competiție internațională de alergare montană organizată pentru prima dată în 2014, care se desfășoară în luna iulie a fiecărui an în Arinsal și care face parte din circuitul Cupei Mondiale de Skyrunning (Skyrunner World Series). Prima ediție a unei curse anuale de alergare pe muntele Coma Pedrosa a avut loc în anul 2005, sub denumirea de Cursa d'Andorra. În anul 2023, Comapedrosa SkyRace a fost inclusă în circuitul XTERRA Trail Run World Series.
Concursul de alergare montană se desfășoară de-a lungul unor trasee din munții Pirinei care străbat mai multe vârfuri, printre care Pic de Coma Pedrosa, și include mai multe curse, primele două făcând parte din Campionatul European:
- 36K Trail Marathon - lungime: 36 km, diferență de nivel maximă: 3.243 m,
- 24K Trail Half Marathon - lungime: 24 km, diferență de nivel maximă: 2.375 m,
- Arinsal Skyrace - lungime: 18,6 km, diferență de nivel maximă: 1.456 m,
- Comapedrosa Vertical - lungime: 8 km, diferență de nivel maximă: 1.483 m.

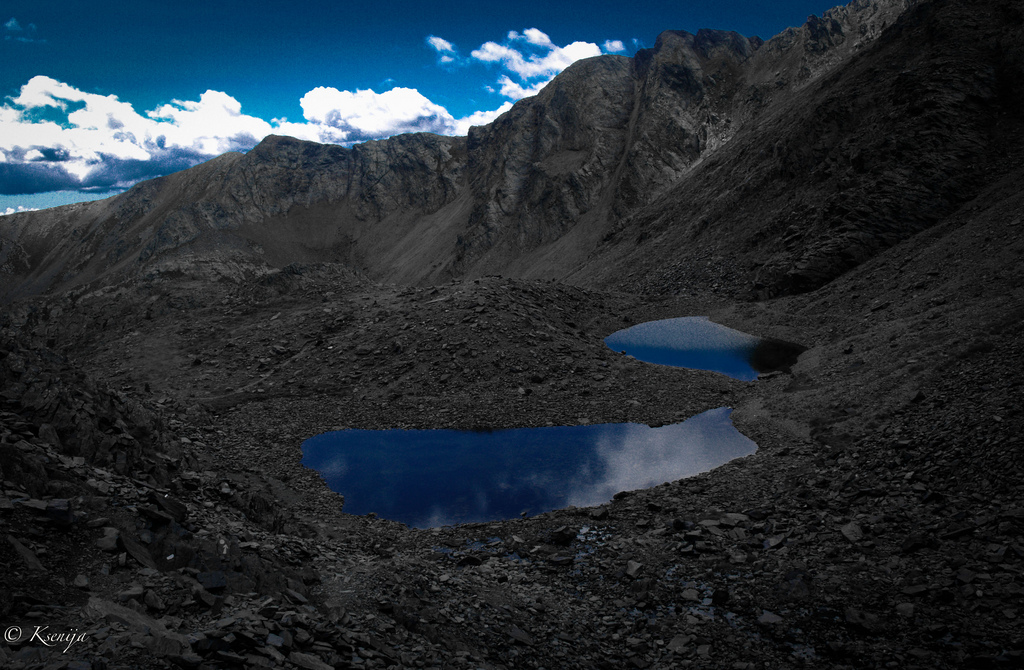
Lacurile Forcats (Estanys Forcats)
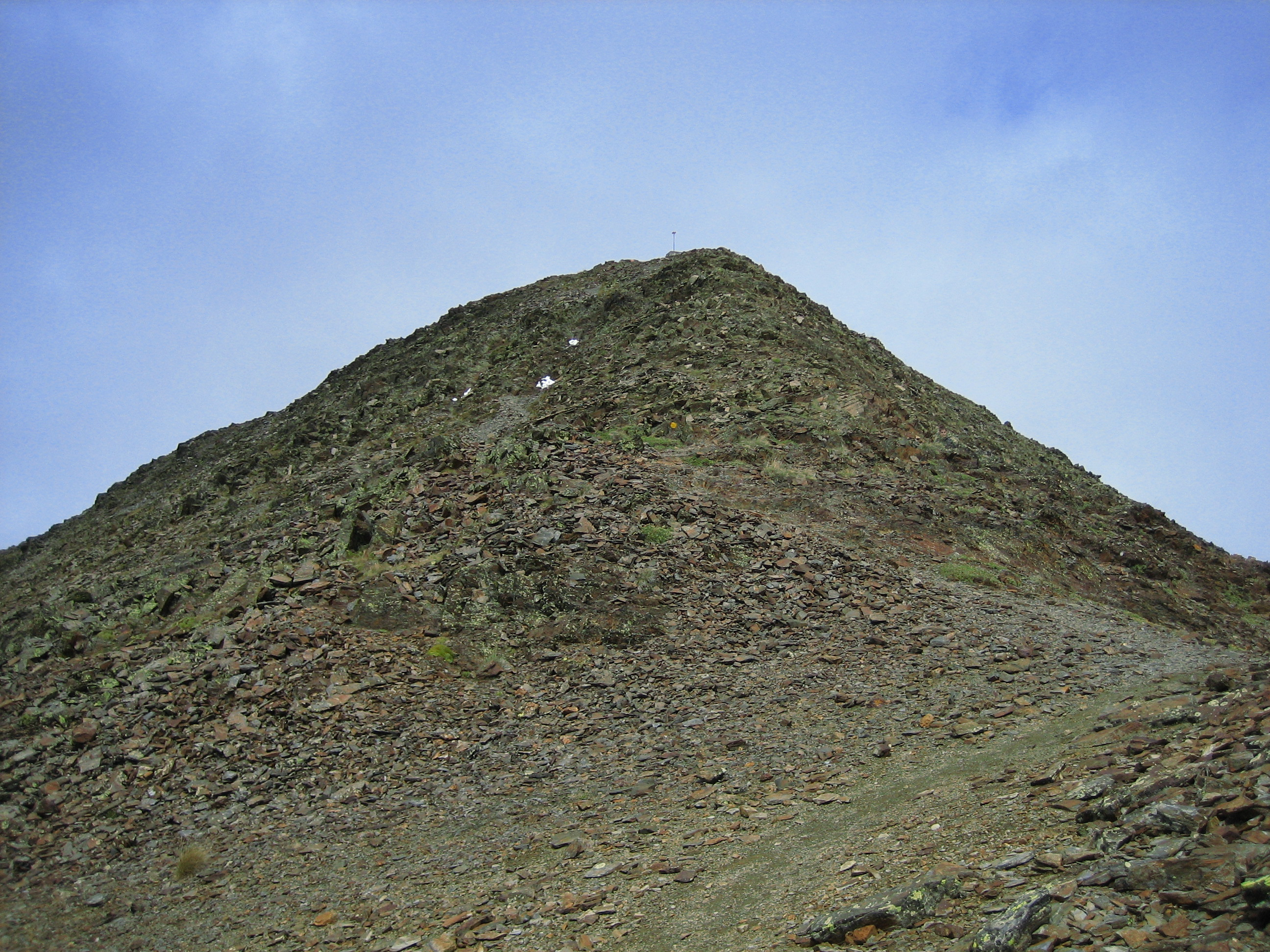
Vârful Coma Pedrosa
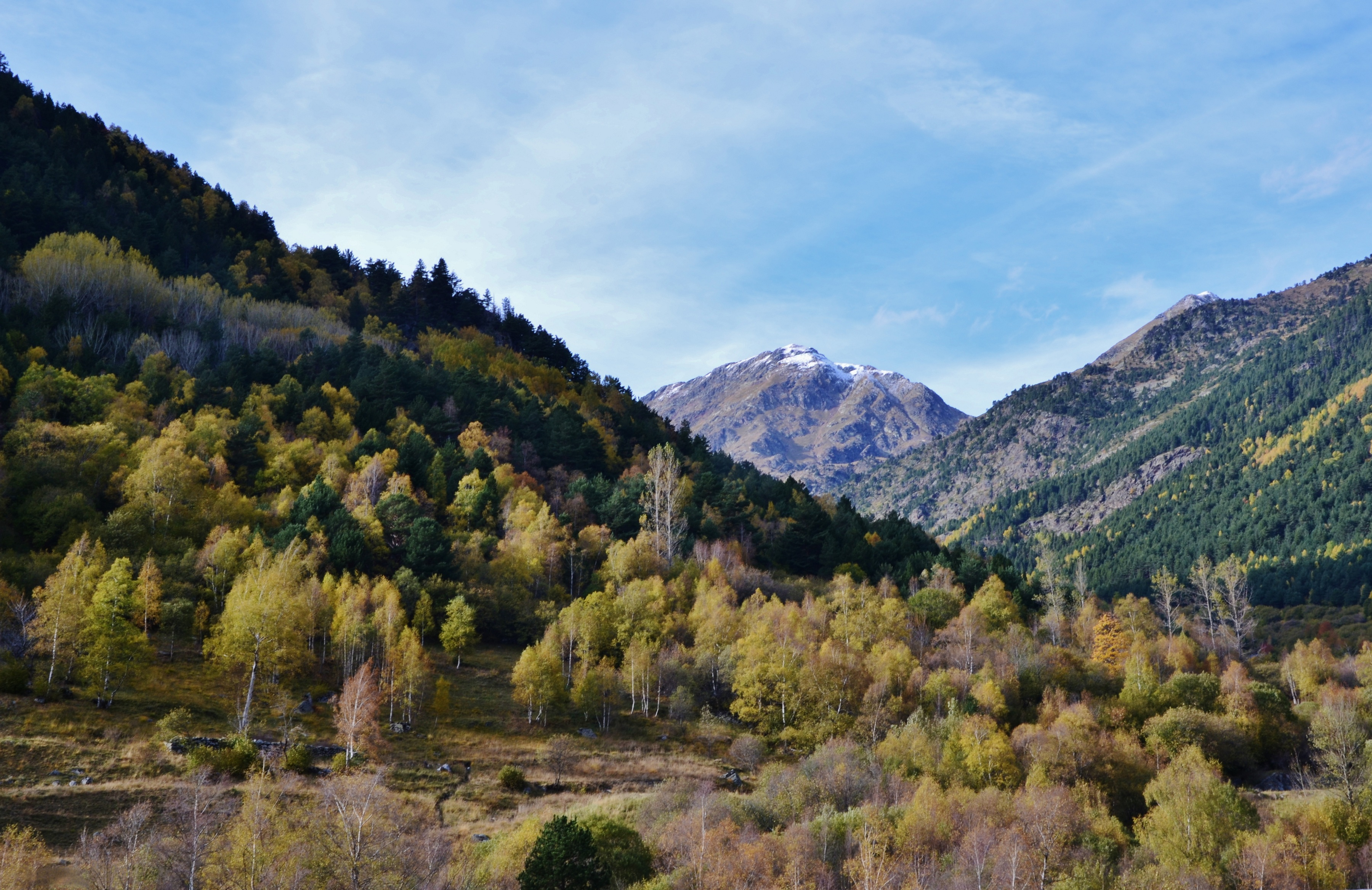
Valea Coma Pedrosa
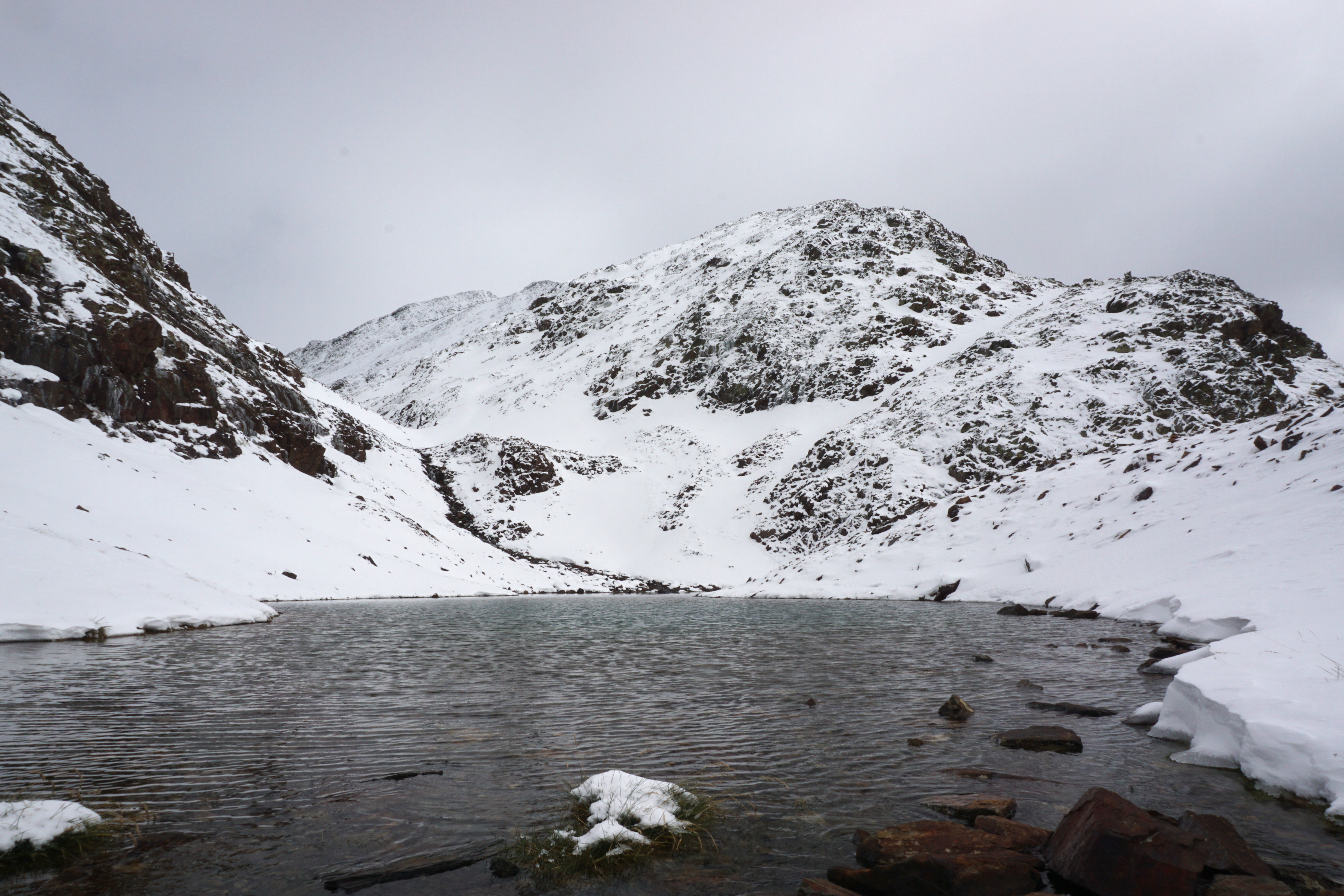
Lacul Negru (Estany Negre)
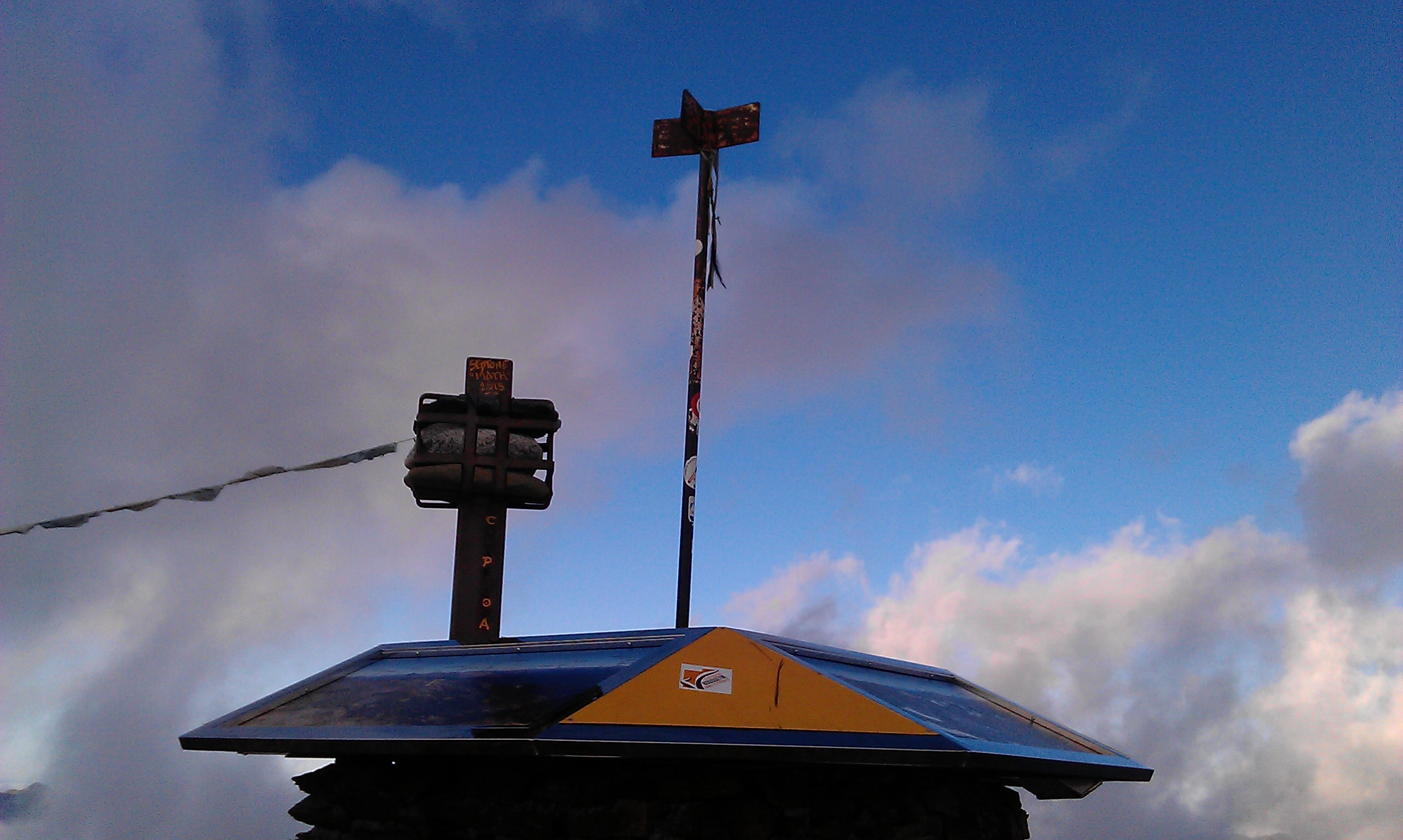
Pic de Coma Pedrosa

## Hărți și ghiduri
- „Camí del'Alt de Coma Pedrosa [Traseul către vârful Coma Pedrosa]” (PDF) (în catalană). Andorra Turisme SAU
- „Natural and cultural heritage of the Park Coma Pedrosa [Patrimoniul natural și cultural al Parcului Coma Pedrosa]” (PDF) (în engleză). Arhivat din original (PDF) la 10 iulie 2024. Accesat în 18 iulie 2024. Parcul Natural Coma Pedrosa
- „Pic de Coma Pedrosa: Par le vall de Comapedrosa [Vârful Coma Pedrosa: prin valea Coma Pedrosa]” (în franceză). Camptocamp Association